# Risultati sportivi della Lancia Aprilia-Altre corse
I risultati delle altre corse della Lancia Aprilia

## Dal 1937 al 1940
Nelle tabelle sotto-riportate (una per ogni anno) è stato specificato, per ciascuna gara e per ciascuna categoria (Turismo, Gran Turismo, Sport, ecc.) il migliore risultato conseguito tra coloro che disponevano di vetture Aprilia e derivate.
Note:
1. la abbreviazione "N.D." significa che il dato "Non è Disponibile"
2. se non indicato nelle note, il modello in gara è la normale "Aprilia" da turismo, in genere berline (o con la sola carrozzeria del tipo "fuoriserie")
3. le varie "Aprilia speciali" vengono definite con la loro denominazione più nota ma in maniera sintetica.
4. La abbreviazione "LPA" definisce la Lancia Paganelli Accadia (che gareggiò negli anni 1958-59-60)

### 1937
| Data    | Naz. | Nome della corsa            | Tipo gara | Risultato di classe         | Posiz. assoluta | Pilota od equipaggio | Percorso (km) | Tempo ottenuto | Media (km/h) | Note                                                                              |
| ------- | ---- | --------------------------- | --------- | --------------------------- | --------------- | -------------------- | ------------- | -------------- | ------------ | --------------------------------------------------------------------------------- |
| 26-giu  | I    | Agnano-Posillipo Alta       | salita    | 1ª classe 1201-1500 Turismo | 2° ass.         | Bellucci Luigi       | 6,000         | 4'05"6/10      | 87,947       | Corsa valida per il Campionato Sociale AC Napoli; ammesse le sole vetture Turismo |
| 18-lug  | I    | Susa-Moncenisio             | salita    | 4ª classe 1101-1500 Turismo | 26° ass.        | Mazzonis Vittorio    | 22,100        | 19'33"9/10     | 67,774       | La classe 1101-1500 Turismo è vinta dalla Fiat 1500 di Ovidio Capelli             |
| 25-lug  | CH   | Montreux-Caux               | salita    | 1ª classe 1500              | N.D.            | Schweizer            | 6,600         | N.D.           | N.D.         |                                                                                   |
| 21-ago  | I    | Palermo-Monte Pellegrino    | salita    | 1ª classe 1101-1500 Turismo | 1° ass.         | Di Pietra Paolo      | 6,400         | 6'01"3/5       | 63,716       | Gara in notturna; ammesse le sole vetture Turismo                                 |
| 19-set  | I    | Sorrento-Sant'Agata         | salita    | 1ª classe 1201-1500 Turismo | 1° ass.         | Bellucci Luigi       | 10,000        | 10'03"4/5      | 59,622       | Corsa riservata ai soci RACI; ammesse le sole vetture Turismo                     |
| 10-ott. | I    | Pontedecimo-Passo dei Giovi | salita    | 2ª categoria Turismo        | 10° ass.        | Mazzonis Vittorio    | 9,650         | 7'55"          | 73,136       |                                                                                   |

### 1938
| Data   | Naz. | Nome della corsa           | Tipo gara         | Risultato di classe             | Posiz. assoluta  | Pilota od equipaggio | Percorso (km) | Tempo ottenuto | Media (km/h) | Note |
| ------ | ---- | -------------------------- | ----------------- | ------------------------------- | ---------------- | -------------------- | ------------- | -------------- | ------------ | --- |
| 15-feb | F    | Paris-St.Raphael           | rallye            | 1ª classe 1500                  | 3° ass.          | M.me Decollas        | N.D.          | ---            | ---          | Rallye riservato alle "dame"                                                                            |
| 26-mar | I    | Volante d'Argento          | su strada         | ---                             | Miglior prestaz. | Bellucci Luigi       | 284,900       | 3h01'02"1/5    | 94,422       | Corsa riservata alle vetture Turismo; l'Aprilia berlina di Bellucci ottiene la media oraria più elevata |
| 24-apr | I    | Colli torinesi             | salita            | 2ª classe 1101-1500 Sport Naz.  | 10° ass.         | Lurani Giovanni      | 9,100         | 7'38"1/5       | 71,497       | su Zagato-spider                                                                                        |
| 29-mag | I    | Parma-Poggio di Berceto    | salita            | 2ª classe 1101-1500 Sport Naz.  | 8° ass.          | Villoresi Luigi      | 50,580        | 32'20"4/5      | 93,821       | su Zagato-spider                                                                                        |
| 19-giu | I    | Coppa d'Ascoli             | circuito stradale | 2ª classe 1101-1500 Sport Naz.  | 4° ass.          | Bellucci Luigi       | 81,600        | 57'49"6/10     | 84,666       | su Touring-spider, Bellucci è 4º assoluto nella corsa che raggruppa le vetture sport oltre 1100 cm³     |
| 29-giu | I    | Massarosa-Monte Quiesa     | salita            | 3ª classe 1101-1500             | 7° ass.          | Malagola Giacomo     | 5,500         | 4'41"3/5       | 70,312       | |
| 3-lug  | I    | Biella-Oropa               | salita            | 1ª classe oltre 1100 Turismo    | 1° ass.          | Ramella Guido        | 11,030        | 9'44"4/5       | 67,900       | Corsa sociale AC Biella, riservata alla sole vetture Turismo                                            |
| 3-lug  | I    | Bolzano-Mendola            | salita            | 1ª classe 1101-1500 Turismo     | 1° ass.          | Besana Soave         | 24,000        | 21'15"1/5      | 67,754       | Corsa riservata alle sole vetture Turismo                                                               |
| 3-lug  | I    | Trofeo Val d'Intelvi       | salita            | 4ª classe 1101-1500             | 18° ass.         | Arosio Franco        | 15,210        | 13'51"         | 65,891       | |
| 10-lug | I    | Trento-Bondone             | salita            | 1ª classe 1201-1500 Turismo     | 2° ass.          | Rodenghi Fausto      | 13,400        | 14'21"         | 56,027       | |
| 10-lug | I    | Pontedecimo-Passo dei Govi | salita            | 3ª classe 1101-1500 Sport Naz.  | 15° ass.         | "Libeccio"           | 9,650         | 7'45"4/5       | 74,581       | su Zagato-spyder                                                                                        |
| 21-ago | I    | Corsa dello Stelvio        | salita            | 1ª classe 1101-1500 Sport Naz.  | 7° ass.          | Besana Soave         | 14,000        | 17'19"36/100   | 48,491       | su Viotti-coupé                                                                                         |
| 25-set | CH   | Maloja Pass                | salita            | N.D.                            | 3° ass.          | Weber                | 4,800         | N.D.           | N.D.         | |
| 15-ott | I    | Mergellina-Parco Vittoria  | salita            | 1ª classe oltre 1200 Sport Naz. | 1° ass.          | Bellucci Luigi       | 6,500         | 4'42"          | 82,978       | su Touring-spider                                                                                       |
| 15-ott | I    | Mergellina-Parco Vittoria  | salita            | 1ª classe 1201-1500 Turismo     | 3° ass.          | Bellucci Luigi       | 6,500         | 5'01"          | 77,740       | Bellucci corre anche nella categoria Turismo con una Aprilia berlina                                    |
| 12-dic | I    | San Remo-Poggio dei Fiori  | salita            | 1° cat. Turismo                 | 1° ass.          | Jacazio Remy         | 3,900         | 3'30"2/10      | 66,793       | Corsa riservata alle vetture da Turismo                                                                 |

### 1939
| Data   | Naz. | Nome della corsa          | Tipo gara         | Risultato di classe               | Posiz. assoluta     | Pilota od equipaggio | Percorso (km) | Tempo ottenuto | Media (km/h) | Note |
| ------ | ---- | ------------------------- | ----------------- | --------------------------------- | ------------------- | -------------------- | ------------- | -------------- | ------------ | --- |
| 15-gen | I    | San Remo-Poggio dei Fiori | salita            | ---                               | 1° ass.             | Servadei Marcello    | 3,900         | 3'38"4/10      | 64,285       | Corsa riservata alle sole vetture Turismo Nazionali                                                                                          |
| 02-apr | I    | Catania-Etna              | salita            | 1ª classe 1101-1500 Sport Naz.    | 2°ass.              | Bellucci Luigi       | 29,000        | 22'58"2/10     | 75,750       | Luigi Bellucci disponeva di un'Aprilia Sport                                                                                                 |
| 03-apr | I    | Catania-Etna              | salita            | ---                               | Miglior prestaz.    | Alessi Giovanni      | 33,000        | 28'25"2/5      | 69,661       | Corsa per il Volante d'Argento, riservata alle sole vetture Turismo Nazionale; l'Aprilia di Alessi ottiene la media oraria più elevata       |
| 07-apr | I    | San Remo-Poggio dei Fiori | salita            | 1ª classe 1500 Turismo Naz.       | 1°ass.              | Robotti Cesare       | 3,900         | 3'29"          | 67,177       | Coppa SAIT; corsa sociale AC Torino, riservata alle sole vetture Turismo Nazionali                                                           |
| 21-apr | I    | San Remo-Poggio dei Fiori | salita            | 1ª classe 1500 Turismo Naz.       | 1°ass.              | Haller Rodolfo       | 3,900         | 3'27"          | 67,826       | Corsa sociale AC Milano, riservata alle sole vetture Turismo Nazionali                                                                       |
| 07-mag | I    | Bologna-Raticosa          | salita            | ---                               | Miglior prestaz.    | Seragnoli Enzo       | 43,501        | 33'57"4/5      | 76,849       | Corsa per il Volante d'Argento, riservata alle sole vetture Turismo Nazionale; l'Aprilia di Seragnoli ottiene la media oraria più elevata    |
| 07-mag | I    | Fornovo-Cisa              | salita            | ---                               | Miglior prestaz.    | Bosco Fortunato      | 38,965        | 32'03"         | 72,945       | Corsa per il Volante d'Argento, riservata alle sole vetture Turismo Nazionale; l'Aprilia di Bosco ottiene la media oraria più elevata        |
| 09-mag | I    | San Remo-Poggio dei Fiori | salita            | ---                               | 1° ass.             | Sardi Franco         | 3,900         | 3'20"8/10      | 69,920       | Corsa sociale, riservata alle vetture Turismo Nazionale                                                                                      |
| 14-mag | I    | Corsa di Monopoli         | circuito stradale | --                                | Miglior prestaz.    | Cisternino Raffaele  | 42,000        | 24'07"         | 104,492      | Corsa per il Volante d'Argento, riservata alle sole vetture Turismo Nazionale; l'Aprilia di Cisternino ottiene la media oraria più elevata   |
| 14-mag | I    | Mergellina-Parco Vittoria | salita            | ---                               | Miglior prestaz.    | Auricchio Mario      | 7,000         | 5'20"2/5       | 78,651       | Corsa per il Volante d'Argento, riservata alle sole vetture Turismo Nazionale; l'Aprilia di Auricchio ottiene la media oraria più elevata    |
| 21-mag | I    | Parma-Poggio di Berceto   | salita            | 1ª Classe 1101-1500 Sport         | 6°ass.              | Marelli Angelo       | 50,627        | 32'46"2/5      | 92,685       | |
| 10-giu | CH   | Vue des Alpes             | salita            | 1ª classe 1500                    | N.D.                | Mergy                | 9,850         | N.D.           | N.D.         | |
| 11-giu | I    | Circuito dell'Impero      | circuito stradale | 1ª Classe 1101-1500 Sport Naz.    | N.D.                | Bellucci Luigi       | 121,600       | 1h07'09"4/5    | 108,630      | |
| 19-giu | I    | Biella-Oropa              | salita            | ---                               | 1° ass.             | Bracco Giovanni      | 11,030        | 10'06"3/5      | 65.400       | Corsa per il Volante d'Argento, riservata alle sole vetture Turismo Nazionali                                                                |
| 25-giu | I    | Trieste-Opicina           | salita            | ---                               | Miglior prestaz.    | Kozmann Guido        | 8,715         | 6'35"          | 79,427       | Corsa per il Volante d'Argento, riservata alle sole vetture Turismo Nazionale; l'Aprilia di Kozmann ottiene la media oraria più elevata      |
| 25-giu | I    | Corsa del Terminillo      | salita            | ---                               | Miglior prestaz.    | Ferruzzi Domenico    | 13,915        | 13'19"1/10     | 62,688       | Corsa per il Volante d'Argento, riservata alle sole vetture Turismo Nazionale; l'Aprilia di Ferruzzi ottiene la media oraria più elevata     |
| 03-lug | I    | Sassi-Superga             | salita            | 1ª Classe 1101-1500 Sport Naz.    | 7°ass.              | Gismondi Luigi       | 4,500         | 3'53"9/10      | 69,260       | |
| 09-lug | I    | Trento-Bondone            | salita            | 1ª Classe oltre 1100 Sport Naz    | 2°ass.              | Marelli Angelo       | 13,000        | 13'25"4/10     | 58,107       | Alla stessa corsa partecipano anche Aprilia Turismo                                                                                          |
| 09-lug | I    | Trento-Bondone            | salita            | 1ª Classe oltre 1200 Turismo Naz. | 6°ass               | Palchetti            | 13,000        | 14'31"         | 53,731       | Alla stessa corsa partecipano anche Aprilia Sport                                                                                            |
| 09-lug | I    | Salita della Consuma      | salita            | ---                               | Miglior prestaz.    | Violini Umberto      | 13,250        | 11'35"1/5      | 68,613       | Corsa per il Volante d'Argento, riservata alle sole vetture Turismo Nazionale; l'Aprilia di Violini ottiene la media oraria più elevata      |
| 16-lug | I    | Coppa Collina Pistoiese   | salita            | 1ª Classe 1101-1500               | 4° ass.             | Arrigoni Arrigo      | 14,800        | 12'19"1/5      | 72,077       | |
| 19-lug | I    | Corsa dello Stelvio       | salita            | 1ª Classe 1101-1500 Sport Naz.    | 7° ass.             | Bellucci Luigi       | 14,000        | 16'49"9/10     | 49,905       | |
| 23-lug | I    | Trofeo Val d'Intelvi      | salita            | 1ª Classe 1101-1500 Sport Naz.    | 4° ass.             | Marelli Angelo       | 15,500        | 12'40"4/5      | 73,343       | |
| 23-lug | I    | Bolzano-Mendola           | salita            | ---                               | 1°ass.              | Bianchi Giovanni     | 26,000        | 21'16"7/10     | 73,314       | Corsa per il Volante d'Argento, riservata alle sole vetture Turismo Nazionali                                                                |
| 23-lug | CH   | Develier-Les Rangiers     | salita            | 1ª Classe 1500                    | N.D.                | Buttikofer           | 7,350         | N.D.           | N.D.         | |
| 06-ago | I    | Argegno-San Fedele        | salita            | ---                               | 2° Miglior prestaz. | Rossello Guido       | 8,450         | 8'46"4/5       | 57,744       | Corsa per il Volante d'Argento, riservata alle sole vetture Turismo Nazionali; l'Aprilia di Rossello ottiene la seconda miglior media oraria |
| 06-ago | A    | Corsa del Grossglockner   | salita            | 2ª classe 1101-1500 Sport         | N.D.                | Marelli Angelo       | 12,600        | N.D.           | N.D.         | Luigi Bellucci è 4°; entrambi disponevano di Aprilia Sport                                                                                   |
| 13-ago | I    | Pontedecimo-Giovi         | salita            | ---                               | 1°ass.              | Sardi Franco         | 9,600         | 7'58"          | 72.301       | Corsa per il Volante d'Argento, riservata alle sole vetture Turismo Nazionali                                                                |
| 27-ago | I    | Savona-Cadibona           | salita            | 1ª classe 1500 Turismo Naz.       | 1°ass.              | Grondona Luigi       | 7,700         | 6'05"          | 75,945       | Corsa riservata alle sole vetture Turismo Nazionali                                                                                          |

## Dal 1945 al 1960
Nelle tabelle sotto-riportate (una per ogni anno) è stato specificato, per ciascuna gara e per ciascuna categoria (Turismo, Gran Turismo, Sport, ecc.) il migliore risultato conseguito tra coloro che disponevano di vetture Aprilia e derivate: molto spesso, altre vetture del medesimo modello si sono piazzate alle spalle di quella meglio classificata, ma di questi risultati nelle tabella non c'è traccia (se non, talvolta, nelle note) per evidenti ragioni di spazio.
Note:
1. la abbreviazione "N.D." significa che il dato "Non è Disponibile"
2. se non indicato nelle note la gara si intende effettuata le normali "Aprilia" da turismo, in genere berline (o con la sola carrozzeria del tipo "fuoriserie")
3. la abbreviazione "LPA" significa "Lancia Paganelli Accadia"
4. le varie "Aprilia speciali" vengono definite con la loro denominazione più nota ma in maniera sintetica.

### 1945
| Data   | Naz. | Nome della corsa | Tipo gara | Risultato di classe         | Posiz. assoluta | Pilota od equipaggio | Percorso (Km) | Tempo ottenuto | Media (Kmh) | Note                                                  |
| ------ | ---- | ---------------- | --------- | --------------------------- | --------------- | -------------------- | ------------- | -------------- | ----------- | ----------------------------------------------------- |
| 16-dic | I    | Coppa Mergellina | salita    | 1ª Classe 1101-1500 Turismo | 5° ass.         | Auricchio Mario      | 2,600         | 2'36"6/10      | 59,770      | Prima corsa svoltasi in Italia nel secondo dopoguerra |

### 1946
| Data   | Naz. | Nome della corsa                 | Tipo gara         | Risultato di classe            | Posiz. assoluta | Pilota od equipaggio | Percorso (Km) | Tempo ottenuto | Media (Kmh) | Note |
| ------ | ---- | -------------------------------- | ----------------- | ------------------------------ | --------------- | -------------------- | ------------- | -------------- | ----------- | --- |
| 3-mar  | I    | Atrani-Ravello                   | salita            | N.D.                           | 13°ass.         | Costantino           | 6,200         | 6'40"4/10      | 55,744      | |
| 28-apr | I    | Roma-Ostia                       | Km.lanciato       | 1ª Classe 1101-2000 Sport      | 7° ass.         | De Martino           | 1,000         | 24"95/100      | 144,288     | Nella stessa corsa, un'Aprilia si afferma nella categoria Turismo |
| 28-apr | I    | Roma-Ostia                       | Km.lanciato       | 1ª Classe 1101-1500 Turismo    | N.D.            | Vecchiarelli Pietro  | 1,000         | 29"40/100      | 122,448     | Nella stessa corsa, un'Aprilia si afferma nella categoria Sport |
| 19-mag | I    | San Remo-Poggio dei Fiori        | salita            | 1ª Classe 1101-1500 Sport Naz  | 7° ass.         | Minetti Eugenio      | 7,050         | 5'33"1/5       | 76,170      | Minetti dispone di un'Aprilia Sport spyder |
| 30-giu | I    | Circuito di Modena, III corsa    | circuito stradale | ---                            | 1° ass.         | Minetti Eugenio      | 38,400        | 28'54"3/5      | 79,695      | Corsa riservata alle vetture Sport della Classe da 1101 a 1500 cm³; Minetti dispone di un'Aprilia Sport spyder                                                                                            |
| 30-giu | I    | Circuito di Modena, Corsa Finale | circuito          | ---                            | 5° ass.         | Bassi Dino           | 48,000        | 40'20"         | 71,404      | Corsa "con handicap" riservata alle vetture Sport |
| 29-lug | I    | Vermicino-Frascati               | salita            | 1ª Classe 1101-1500 Sport      | 1°ass.          | Bracco Giovanni      | 5,000         | 3'31"1/5       | 85,227      | |
| 4-ago  | I    | Circuito di Luino                | circuito stradale | 5ª Classe oltre 1100 Sport     | N.D.            | Beretta Luigi        | 46,200        | N.D.           | N.D.        | su Pagani-Colli-spider; Beretta dispone di un'Aprilia spyder (carrozzeria Colli) con motore elaborato Pagani; Beretta si classifica a due giri dal primo della Classe; corsa riservata alle vetture Sport |
| 15-set | I    | Circuito della Superba           | circuito stradale | 1ª Classe 1101-1500 Sport      | 13° ass         | Casareto Umberto     | 69,300        | 42'15"2/5      | 98,398      | Corsa riservata alle vetture Sport |
| 15-set | I    | Fasano-Selva di Fasano           | salita            | 4ª Classe oltre 1100 Turismo   | N.D.            | Barattolo Raniero    | 7,500         | N.D.           | N.D.        | |
| 22-set | I    | Circuito di Asti, III corsa      | circuito stradale | ---                            | 1° ass.         | Bassi Dino           | 40,000        | 30'21"2/5      | 79,060      | Corsa riservata alle vetture Sport della Classe da 1101 a 1500 cm³ |
| 22-set | I    | Circuito di Asti, Corsa Finale   | circuito stradale | ---                            | 5° ass.         | Bassi Dino           | 60,000        | 49'45"2/5      | 72,352      | Corsa "con handicap" riservata alle vetture Sport |
| 22-set | I    | Tresenda-Aprica                  | salita            | 1ª Classe 1101-1500 Turismo    | 1° ass.         | De Dosso Alfredo     | 12,500        | 12'16"3/5      | 61,091      | Corsa sociale AC Sondrio; corsa riservata alle vetture Turismo |
| 29-set | I    | Coppa Arturo Mercanti            | circuito stradale | ---                            | 2° ass.         | Bracco Giovanni      | 56,000        | 47'42"         | 70,440      | Corsa "con handicap" riservata alle vetture Sport |
| 6-ott  | I    | Circuito di Mantova, III Corsa   | circuito stradale | ---                            | 3° ass.         | Adanti Enrico        | 29,000        | 21'23"4/5      | 81,321      | Corsa riservata alle vetture Sport della Classe da 1101 a 1500 cm³ |
| 13-ott | I    | Circuito di Voghera              | circuito stradale | 4ª Classe oltre 1100 Sport     | N.D.            | Bracco Giovanni      | 75,000        | N.D.           | N.D.        | Corsa riservata alle vetture Sport |
| 13-ott | I    | Nave-Colle S.Eusebio             | salita            | 1ª classe 1101-1500 Turismo    | 1° ass.         | Romano Emilio        | 9,500         | 8'59"1/5       | 63,427      | Corsa sociale AC Brescia; corsa riservata alle vetture Turismo |
| 20-ott | I    | Cetara-Capo D'Orso               | salita            | 1ª Classe 1101-1500 Turismo    | 13°ass.         | Paone F.             | 4,500         | 5'31"4/10      | 48,883      | |
| 1-nov  | I    | Coppa del Mare                   | su strada         | 1ª Classe 1101-1500 Turismo    | 11° ass.        | Falciani Augusto     | 20,000        | 10'16"4/5      | 116,731     | Nella stessa corsa, un'Aprilia si afferma nella categoria Sport |
| 1-nov  | I    | Coppa del Mare                   | su strada         | 1ª Classe 1101-1500 Sport      | 3° ass.         | Bassi Dino           | 20,000        | 8'57"4/5       | 133,878     | Nella stessa corsa, un'Aprilia si afferma nella categoria Turismo |
| 5-nov  | I    | Coppa Scandone                   | salita            | 1ª Classe 1101-1500 Sport Naz. | 10° ass.        | Paone F.             | 5,400         | 4'08"3/5       | 78,197      | Nella stessa corsa, un'Aprilia si afferma nella categoria Turismo |
| 5-nov  | I    | Coppa Scandone                   | salita            | 1° cat. Turismo                | 11°ass.         | Auricchio Mario      | 5,400         | 4'09"4/5       | 77,822      | Nella stessa corsa, un'Aprilia si afferma nella categoria Sport Nazionale |

### 1947
| Data   | Naz. | Nome della corsa                        | Tipo gara         | Risultato di classe                       | Posiz. assoluta | Pilota od equipaggio    | Percorso (Km) | Tempo ottenuto | Media (Kmh) | Note |
| ------ | ---- | --------------------------------------- | ----------------- | ----------------------------------------- | --------------- | ----------------------- | ------------- | -------------- | ----------- | --- |
| 19-mar | I    | Salita al Monte Mario                   | salita            | 1ª Classe 1101-1500 Turismo               | 13° ass.        | Raffaeli Mario          | 1,500         | 1'25"          | 63,529      | Nella stessa corsa, un'Aprilia è 3° di classe nella categoria Sport |
| 19-mar | I    | Salita al Monte Mario                   | salita            | 3ª Classe oltre 1500 Sport                | 12° ass.        | Santi Giuseppe          | 1,500         | 1'24"9/10      | 63,604      | Santi dispone di un'Aprilia con cilindrata superiore ai 1500 cm³; nella stessa corsa, un'Aprilia si afferma nella categoria Turismo |
| 30-mar | I    | Roma-Ostia                              | Km.lanciato       | 1ª Classe 1101-1500 Turismo               | N.D.            | Raffaelli Mario         | 1,000         | 30"9/10        | 116,504     | Nella stessa corsa, un'Aprilia si afferma nella categoria Sport |
| 30-mar | I    | Roma-Ostia                              | Km.lanciato       | 1ª Classe 1101-1500 Sport                 | 6° ass.         | Agostini Fabrizio       | 1,000         | 25"3/10        | 142,292     | Nella stessa corsa, un'Aprilia si afferma nella categoria Turismo |
| 13-apr | I    | Circuito di San Remo                    | circuito stradale | ---                                       | 5° ass.         | Arezzi G.B.             | 60,283        | 53'06"2/5      | 68,107      | A due giri dal primo; corsa riservata alle vetture Sport della Classe da 1101 a 1500 cm³ |
| 11-mag | I    | Circuito di Piacenza                    | circuito stradale | ---                                       | 4° ass.         | Ranzini Aldo            | 99,000        | N.D.           | N.D.        | Corsa riservata alle vetture Sport della Classe oltre 1100 |
| 11-mag | I    | Fontivegge-Perugia                      | salita            | 1ª Classe 1101-1500 Turismo               | N.D.            | Franchi                 | 3,500         | 3'57"          | 53,164      | Nella stessa corsa, un'Aprilia è 3° nella categoria Corsa |
| 11 mag | I    | Fontivegge-Perugia                      | salita            | 3ª Categoria Corsa                        | 3° ass.         | Bassi Dino              | 3,500         | 2'45"          | 76,363      | Nella stessa corsa, un'Aprilia si afferma nella categoria Turismo |
| 15-mag | I    | Sassi-Superga                           | salita            | 1ª Classe 1101-1500 Turismo               | 20° ass.        | Piccinini Franco        | 4,500         | 4'39"1/5       | 58,022      | Nella stessa corsa, un'Aprilia è 3° di classe nella categoria Sport |
| 15-mag | I    | Sassi-Superga                           | salita            | 3ª Classe 1101-1500 Sport                 | 7° ass.         | Azzi Giovanni. Battista | 4,500         | 4'03"4/5       | 66,447      | Nella stessa corsa, un'Aprilia si afferma nella categoria Turismo |
| 25-mag | I    | Gran Premio Roma                        | circuito stradale | ---                                       | 5° ass.         | De Martino Guido        | 127,280       | 1h34'49"4/5    | 80,531      | A 3 giri dal vincitore |
| 1-giu  | I    | Circuito di Vercelli                    | circuito stradale | 3ª Classe oltre 1100 Sport Internazionale | 3° ass.         | Azzi Giovanni Battista  | 34,713        | 28'53"         | 72,110      | A 1 giro dal vincitore; corsa riservata alle vetture Sport (Nazionale ed Internazionale) della Classe oltre 1100; nella stessa corsa, un'altra Aprilia si afferma nella categoria Sport Nazionale.                                                                      |
| 1-giu  | I    | Circuito di Vercelli                    | circuito stradale | 1ª Classe oltre 1100 Sport Nazionale      | 5° ass.         | Ranzini Aldo            | 31,059        | 28'50"2/10     | 64,623      | A 3 giri dal vincitore; corsa riservata alle vetture Sport (Nazionale ed Internazionale) della Classe oltre 1100; Ranzini è primo tra le vetture del gruppo "sport nazionale"; nella stessa corsa, un'altra Aprilia si classifica nella categoria Sport Internazionale. |
| 1-giu  | I    | Cetara-Capo D'Orso                      | salita            | 1ª Classe 1101-1500 Turismo               | 9° ass.         | Alfani Orazio           | 4,500         | 5'02"1/5       | 53,606      | |
| 5-giu  | I    | Atrani-Ravello                          | salita            | 1ª Classe 1101-1500 Turismo               | N.D.            | Alfani Orazio           | 6,500         | 6'07"3/10      | 63,708      | |
| 8-giu  | I    | Mergellina-Posillipo                    | salita            | 2ª Classe oltre 1100 Sport                | 3° ass.         | Agostini Fabrizio       | 7,400         | 4'31"1/10      | 98,266      | |
| 6-lug  | CH   | Maloja Pass                             | salita            | 1ª Classe 1500                            | N.D.            | Endrich                 | 11,000        | N.D.           | N.D.        | Nella stessa corsa un'Aprilia è 3° di classe nella categoria Sport |
| 6-lug  | CH   | Maloja Pass                             | salita            | 3ª Classe 1500 Sport                      | N.D.            | Beretta Luigi           | 11,000        | N.D.           | N.D.        | su Pagani-Colli-spider; Beretta dispone di un'Aprilia spyder (carrozzeria Colli) con motore elaborato Pagani; nella stessa corsa, un'Aprilia è 1° di classe |
| 6-lug  | I    | Circuito di Forlì                       | circuito stradale | ---                                       | 2° ass.         | Adanti Enrico           | 55,440        | 42'56"         | 77,478      | A 2 giri dal vincitore; corsa riservata alle vetture Sport della Classe 1101-1500 |
| 6-lug  | I    | Corsa Passo San Boldo                   | salita            | 1ª Classe oltre 750 Turismo               | 8° ass.         | Mazza Alberto           | 6,000         | 7'18" 4/5      | 49,225      | |
| 13-lug | I    | Bolzano-Mendola                         | salita            | 1ª Classe 1101-1500 Turismo               | 6° ass.         | Piccinini Franco        | 25,000        | 21'04"2        | 71,191      | Nella stessa corsa altre due Aprilia si classificano al 2º posto (Sport oltre 1500) e al 3º posto (Sport 1101-1500) |
| 13-lug | I    | Bolzano-Mendola                         | salita            | 3ª Classe 1101-1500 Sport                 | 10° ass.        | Beccucci Giorgio        | 25,000        | 21'24"5/10     | 70,066      | Nella stessa corsa altre due Aprilia si classificano al 1º posto (Turismo 1101-1500) e al 2º posto (Sport oltre 1500) |
| 13-lug | I    | Bolzano-Mendola                         | salita            | 2ª Classe oltre 1500 Sport                | 2° ass.         | Castiglioni Umberto     | 25,000        | 18'38"         | 80,500      | Castiglioni (che si cela sotto lo pseudonimo di "Ippocampo") dispone di un'Aprilia speciale; nella stessa corsa altre due Aprilia si classificano al 1º posto (Turismo 1101-1500) e al 3º posto (Sport 1101-1500)                                                       |
| 20-lug | I    | Tresenda-Aprica                         | salita            | 1ª Classe 1101-1500 Turismo               | N.D.            | Fumagalli               | 13,200        | 12'49"1/5      | 61,778      | Nella stessa corsa, un'Aprilia si afferma nella categoria Sport |
| 20-lug | I    | Tresenda-Aprica                         | salita            | 1ª Classe Oltre 1100 Sport                | 3° ass.         | Beretta Luigi           | 13,200        | 11'59"1/5      | 66,073      | su Pagani-Colli-spider; Beretta dispone di una Aprilia spyder (della carrozzeria Colli) con motore elaborato Pagani. Nella stessa corsa, un'Aprilia si afferma nella categoria Turismo                                                                                  |
| 27-lug | F    | Mont Véntoux                            | salita            | 1ª Classe 1101-1500 vetture chiuse        | N.D.            | Claude                  | 21,600        | 19'24"         | 66,804      | |
| 3-ago  | I    | Circuito di Posillipo                   | circuito stradale | 1ª Classe 1500 Turismo                    | N.D.            | Bellucci Luigi          | 50,000        | 38'34"2/5      | 77,773      | |
| 10-ago | I    | Circuito di Siena                       | circuito stradale | 1ª Classe oltre 1100 Turismo              | 1° ass.         | Bassi Dino              | 33,300        | 28'37"2/5      | 69,803      | Corsa riservata alle vetture Turismo |
| 10-ago | I    | Aosta-Gran San Bernardo                 | salita            | 3ª Classe oltre 1100 Sport                | 16° ass.        | Leoni Carlo             | 34,000        | 32'55"         | 61,974      | |
| 16-ago | I    | Circuito di Pescara                     | circuito stradale | 3ª Classe 1101-2000 Sport                 | 12° ass.        | Meschi Luigi            | 464,400       | 4h40'48"       | 99,230      | A due giri dal vincitore |
| 17-ago | CH   | Rheineck-Walzenhausen Lachen            | salita            | 1ª Classe 1500 Sport                      | N.D.            | Hirt Peter              | 6,500         | N.D.           | N.D.        | |
| 24-ago | I    | Coppa Montenero                         | circuito stradale | ---                                       | 5° ass          | Meschi Luigi            | 90,000        | N.D.           | N.D.        | A 2 giri dal vincitore; corsa riservata alle vetture Sport della Classe 751-1500 |
| 24-ago | I    | Circuito di Senigallia                  | circuito stradale | 1ª Classe oltre 1100 Turismo              | ---             | Mazza Alberto           | 74,400        | 43'48"3/5      | 101,894     | Mazza realizza la miglior prestazione fra tutte le vetture Turismo |
| 31-ago | I    | Fasano-Selva di Fasano                  | salita            | 1ª Classe 1101-1500 Turismo               | 10° ass.        | Lorenzetti Aurelio      | 7,500         | 6'38"1/5       | 67,805      | |
| 31-ago | I    | Circuito di Novara                      | circuito stradale | 1ª Classe 1500 Sport Nazionale            | N.D.            | Ranzini Aldo            | N.D.          | N.D.           | N.D.        | |
| 14-set | CH   | Gempen                                  | salita            | 1ª Classe 1500                            | N.D.            | Endrich                 | 5,400         | N.D.           | N.D.        | |
| 14-set | I    | Circuito del Lido/II corsa              | circuito stradale | ---                                       | 4° ass.         | Castiglioni Umberto     | 53,900        | N.D.           | N.D.        | Castiglioni (che si cela sotto lo pseudonimo di "Ippocampo") si classifica a 1 giro dal vincitore, nella corsa riservata alle vetture Sport della Classe 751-1500 |
| 21-set | I    | Biella-Oropa                            | salita            | 1ª Classe 1101-1500 Turismo               | 7° ass.         | Duberti Manlio          | 11,032        | 10'06"3/5      | 65,471      | Nella stessa corsa, un'Aprilia è 2° di classe nella categoria Sport |
| 21-set | I    | Catania-Etna                            | salita            | 1ª Classe 1101-1500 Sport                 | 6° ass.         | Scionti Cirino          | 33,469        | 28'16"8/10     | 71,009      | Nella stessa corsa, un'Aprilia è 2° di classe nella categoria Turismo |
| 28-set | I    | Coppa Taras                             | salita            | 1ª Classe 1101-1500 Turismo               | N.D.            | Lorenzetti Aurelio      | 6,000         | 5'55"4/5       | 60,708      | |
| 28-set | I    | Salita di Asiago                        | salita            | 1ª Classe 1101-1500 Turismo               | 1° ass.         | Marzotto Giannino       | 12,800        | 13'48"4/5      | 55,598      | Corsa sociale AC Vicenza ; nella stessa corsa, un'Aprilia si afferma nella categoria Sport |
| 5-ott  | I    | Circuito di Voghera                     | circuito stradale | 1ª Classe 1101-1500 Sport Nazionale       | 2° ass.         | Ranzini Aldo            | 66,700        | 48'02"2/5      | 83,305      | A 1 giro dal vincitore; corsa riservata alle vetture Sport della Classe oltre 1100 cm³ |
| 19-ott | I    | Conicchio-Sant'Eusebio                  | salita            | 5ª Classe oltre 1100 Sport                | 6° ass.         | Ranzini Aldo            | 13,800        | 9'24"1/5       | 88,053      | |
| 19-ott | I    | Villa Teolo-Teolo                       | salita            | 1ª Classe oltre 1100 Sport                | 4° ass.         | Mazzardo Angelo         | 3,200         | 3'04"3/5       | 62,405      | Corsa sociale AC Padova; nella stessa corsa, lo stesso pilota, con un'Aprilia, è 2° di classe nella categoria Turismo |
| 26-ott | I    | San Remo-Poggio dei Fiori               | salita            | 1ª Classe oltre 1100 Turismo              | N.D.            | Ferraris Ezio           | 3,900         | 3'27"          | 67,826      | Nella stessa corsa, un'Aprilia è 3° di classe nella categoria Sport |
| 16-nov | I    | Vemicino-Rocca di Papa-Madonna del Tufo | salita            | 1ª Classe 1101-1500 Turismo               | N.D.            | Vallecchi Renato        | 14,400        | 10'42"2/10     | 80,722      | Nella stessa corsa, un'Aprilia è 2° di classe nella categoria Sport |

### 1948
| Data      | Naz. | Nome della corsa                     | Tipo gara         | Risultato di classe          | Posiz. assoluta | Pilota od equipaggio   | Percorso (Km) | Tempo ottenuto | Media (Kmh) | Note |
| --------- | ---- | ------------------------------------ | ----------------- | ---------------------------- | --------------- | ---------------------- | ------------- | -------------- | ----------- | --- |
| aprile    | I    | Firenze-Fiesole                      | su strada         | 1ª Classe oltre 1100 Turismo | 6° ass.         | Bassi Dino             | 4,250         | 3'29"3/10      | 73,100      | Corsa valida per il Campionato Sociale AC Firenze |
| 16-mag    | I    | Ariccia-Madonna del Tufo             | salita            | 1ª classe 1101-1500 Turismo  | 15° ass         | Marzotto Giannino      | 6,000         | 5'04"3/10      | 70,982      | Marzotto è anche 1º assoluto fra tutte le vetture della categoria Turismo; nella stessa corsa un'Aprilia è 2° di classe nella categoria Sport |
| 23-mag    | I    | Salita del Brinzio                   | salita            | ---                          | 1° ass          | Martignoni Bruno       | 5,200         | 4'43"          | 66,148      | Corsa per il Volante d'Argento, riservata alle vetture Turismo |
| 23-mag    | CH   | Rheineck-Walzenhausen Lachen         | salita            | 5ª Classe 1101-1500 Sport    | N.D.            | Ranzini Aldo           | 6,500         | 5'47"2/10      | 67,396      | Nella stessa corsa, un'Aprilia si afferma nella categoria Dilettanti |
| 27-mag    | I    | Como-Lieto Colle                     | salita            | ---                          | 1° ass          | Cavadini Augusto       | 7,400         | 5'51"4/10      | 75,811      | Corsa per il Volante d'Argento, riservata alle vetture Turismo |
| 26/30-mag | P    | Rallye Di Lisbona                    | rallye            | 1ª classe II                 | N.D.            | Bianca G.              | N.D.          | ---            | ---         | |
| 30-mag    | I    | Como-Lieto Colle                     | salita            | 1ª Classe 1101-1500 Turismo  | 27° ass         | Bona Plinio            | 7,400         | 5'36"1/5       | 79,238      | Nella stessa corsa, un'Aprilia è 4° di classe nella categoria Sport |
| 6-giu     | I    | Mergellina-Posillipo                 | salita            | 1ª classe oltre 1100 Turismo | 8° ass          | Bellucci Luigi         | 7,400         | 5'02"3/5       | 88,037      | L'Aprilia di Bellucci, che segna il miglior tempo tra tutte le vetture Turismo, si aggiudica la corsa per il Volante d'Argento |
| 6-giu     | CH   | Vue des Alpes                        | salita            | 4ª classe 1101-1500 Corsa    | N.D.            | Azzi Giovanni Battista | 9,600         | 5'54"          | 97,627      | Nella stessa corsa, un'Aprilia è 2° di classe nella categoria Sport |
| 13-giu    | I    | Predappio-Bivio Collina              | salita            | ---                          | 1° ass.         | Mambelli Paride        | 4,800         | 4'37"2/5       | 62,292      | Corsa per il Volante d'Argento, riservata alle vetture Turismo |
| 13-giu    | I    | Cremona-Sant' Antonio                | salita            | ---                          | 2° ass.         | Chiappa Bruno          | 13,150        | 11'59"3/5      | 65,786      | Corsa per il Volante d'Argento, riservata alle vetture Turismo |
| 13-giu    | I    | Terni-Marmore                        | salita            | ---                          | 1° ass.         | Coppoli Alberto        | 6,040         | 5'04"3/5       | 71,385      | Corsa per il Volante d'Argento, riservata alle vetture Turismo |
| 13-giu    | I    | Stresa-Gignese                       | salita            | ---                          | 1° ass.         | Alliata L.             | N.D.          | 6'28"          | N.D.        | Corsa per il Volante d'Argento, riservata alle vetture Turismo |
| 13-giu    | I    | Circuito di Mantova                  | circuito stradale | ---                          | 8° ass.         | Pariani Federico       | 87,000        | 52'15"         | 99,904      | su Cisitalia-Aprilia; Pariani dispone di una Cisitalia munita di motore derivato Aprilia |
| 20-giu    | I    | Sagra di Montevecchia                | salita            | 2ª Categoria Turismo         | 5° ass.         | Haller Rodolfo         | 1,000         | 1'14"          | 48,648      | Corsa sociale AC Milano; nella stessa corsa, un'Aprilia è 3° di classe nella categoria Sport |
| 20-giu    | I    | Coppa del Pasubio                    | salita            | 1ª Classe oltre 1100 Turismo | 11° ass.        | Loredan                | 10,420        | 11'44"1/5      | 53,268      | Nella stessa corsa, un'Aprilia è 2° di classe nella categoria Sport |
| 20-giu    | I    | Vernante-Panice di Limone            | salita            | ---                          | 1° ass.         | Simonetti Mario        | 10,000        | 7'46"3/10      | 77,203      | Corsa per il Volante d'Argento, riservata alle vetture Turismo |
| 20-giu    | I    | Valli del Pasubio-Pian delle Fugazze | salita            | ---                          | 1° ass.         | Zanella                | 10,420        | N.D.           | N.D.        | Corsa per il Volante d'Argento (eliminatoria di Verona), riservata alle vetture Turismo |
| 20-giu    | I    | Chiusaforte-Sella Nevea              | salita            | ---                          | 1° ass.         | Pelizzo Francesco      | 17,400        | 16'45"1/5      | 62,315      | Corsa per il Volante d'Argento, riservata alle vetture Turismo |
| 27-giu    | I    | Biella-Oropa                         | salita            | 1ª Categoria Turismo         | N.D.            | Bona Plinio            | 11,032        | 10'19"         | 64,160      | L'Aprilia di Bona, che segna il miglior tempo tra tutte le vetture Turismo, si aggiudica la corsa per il Volante d'Argento; nella stessa corsa, un'Aprilia è 5° di classe nelle categoria Sport                                                                   |
| 4-lug     | I    | Bologna-Raticosa                     | salita            | 1ª Categoria Turismo         | 4° ass.         | Venezian Bruno         | 42,655        | 35'11"         | 72,741      | L'Aprilia di Venezian, che segna il miglior tempo tra tutte le vetture Turismo, si aggiudica la corsa per il Volante d'Argento |
| 4-lug     | I    | Bolzano-Mendola                      | salita            | 1ª classe oltre 1100 Turismo | 16° ass.        | Piccinini Franco       | 25,000        | 20'54"4/10     | 71,747      | Nella stessa corsa, un'Aprilia è 5° di classe nella categoria Sport |
| 4-lug     | I    | Susa-Moncenisio                      | salita            | 1ª Classe oltre 1100 Sport   | 1° ass.         | Gatta Ferdinando       | 16,600        | 12'47"3/5      | 77,853      | su Basso-spider; Gatta (che corre sotto lo pseudonimo di "Cyrus") dispone di una Basso-Lancia Aprilia spyder; nella stessa corsa, un'Aprilia è 2° nella categoria Turismo                                                                                         |
| 4-lug     | I    | Trieste, Chilometro Lanciato         | Km. lanciato      | 1ª Classe 1101-1500 Turismo  | N.D.            | Venezian Bruno         | 1,000         | 30"1/10        | 119,601     | Nella stessa corsa, un'Aprilia si afferma nella categoria Sport |
| 4-lug     | I    | Salerno-Cava dei Tirreni             | salita            | ---                          | 1° ass.         | Alfano Orazio          | 6,000         | 4'25"          | 81,509      | Corsa per il Volante d'Argento, riservata alle vetture Turismo |
| 18-lug    | I    | Coppa Montagna Pistoiese             | salita            | 1ª Categoria Turismo         | N.D.            | Bassi Dino             | 8,300         | 8'12"4/5       | 60,633      | L'Aprilia di Bassi , che segna il miglior tempo tra tutte le vetture Turismo, si aggiudica la corsa per il Volante d'Argento |
| luglio    | DIV  | Coupe des Alpes                      | rallye            | 1ª Classe 1101-1500          | ex aequo        | Descollas/Descollas    | N.D.          | ---            | ---         | Nella classifica assoluta della Coppa, tra gli otto equipaggi considerati vincitori ex aequo, ve ne sono due che hanno gareggiato con l'Aprilia: Descollas/Descollas e Claude/Clause                                                                              |
| 1-ago     | I    | Aosta-Gran San Bernardo              | salita            | 1ª Classe 1101-1500 Sport    | 7° ass.         | Gatta Ferdinando       | 33,900        | 27'57"2/5      | 72,755      | su Basso-spider; Gatta (che corre sotto lo pseudonimo di "Cyrus") diospone di una Basso-Lancia Aprilia spyder |
| 1-ago     | I    | Atrani-Ravello                       | salita            | 1ª Classe 1101-1500 Sport    | 1° ass.         | Bellucci Luigi         | 6,500         | 5'11"6/10      | 75,096      | su Paganelli; Bellucci dispone di una Paganelli-Aprilia; Nella stessa corsa, un'Aprilia si afferma nella categoria Turismo |
| 8-ago     | I    | Tresenda-Aprica                      | salita            | 1ª Categoria Turismo         | N.D.            | Haller Rodolfo         | 13,200        | 12'03"2/10     | 65,707      | L'Aprilia di Haller, che segna il miglior tempo tra tutte le vetture Turismo, si aggiudica la corsa per il Volante d'Argento |
| 22-ago    | I    | Messina-Colle San Rizzo              | salita            | ---                          | 2° ass          | Musumeci Nicola        | 8,500         | 8'31"1/5       | 59,859      | Corsa per il Volante d'Argento, riservata alle vetture Turismo |
| 22-ago    | CH   | Maloja Pass                          | salita            | 1ª Classe 1500               | N.D.            | Chiodo                 | 4,800         | N.D.           | N.D.        | |
| 29-ago    | I    | Santa Maria-Bellavista               | salita            | ---                          | 1° ass          | Leonetti               | 8,400         | 7'11"4/5       | 70,032      | Corsa per il Volante d'Argento, riservata alle vetture Turismo |
| 29-ago    | I    | Agordo-Forcella Aurine               | salita            | 2ª Classe oltre 1100 Sport   | 8° ass.         | Pelizzo                | 13,000        | 14'13"6/10     | 54,826      | |
| agosto    | I    | Gara di Ospedaletti                  | circuito stradale | ---                          | 1° ass.         | Cantelli Manfredo      | 6,760         | 5'58"3/5       | 67,863      | Corsa per il Volante d'Argento, riservata alle vetture Turismo |
| agosto    | I    | Circuito del Piceno                  | circuito stradale | 1ª classe 1101-1500 Turismo  | 1° ass.         | Giovannetti            | N.D.          | N.D.           | N.D.        | Corsa riservata alle vetture Turismo; potrebbe trattarsi di gara di regolarità |
| 12-set    | I    | Coppa del Mare                       | su strada         | 1ª Classe 1101-1500 Sport    | N.D.            | Marchetti Aldo         | 20,000        | 8'02"6/10      | 149,191     | Nella stessa corsa, un'Aprilia si afferma nella categoria Turismo |
| 12-set    | I    | Roma-Ostia                           | Km. lanciato      | 1ª Classe 1101-1500 Sport    | N.D.            | Marchetti Aldo         | 1,000         | 23"2/10        | 155,172     | Nella stessa corsa, un'Aprilia si afferma nella categoria Turismo |
| 12-set    | I    | Savona-Cadibona                      | salita            | ---                          | 1° ass          | Franceri Bartolomeo    | 7,880         | 6'18"2/5       | 74,968      | Corsa per il Volante d'Argento, riservata alle vetture Turismo |
| 19-set    | I    | G.P. di Napoli                       | circuito stradale | ---                          | 3° ass          | Bellucci Luigi         | 241,900       | 2h34'33"1/5    | 93,909      | su Paganelli; a 1 giro dal vincitore; Bellucci dispone di una Paganelli-Aprilia |
| 19-set    | I    | Pontedecimo-Giovi                    | salita            | ---                          | 1° ass          | Sanguineti Michele     | 9,650         | 7'54"2/5       | 73,229      | Corsa per il Volante d'Argento, riservata alle vetture Turismo |
| 19-set    | I    | Fornovo Taro-Bivio Terenzo           | salita            | ---                          | 1° ass          | Marconi Gianfranco     | 11,500        | 8'44"          | 79,007      | Corsa per il Volante d'Argento, riservata alle vetture Turismo; nella stessa corsa, un'Aprilia si aggiudica il raggruppamento definito come "Gruppo misto" |
| 19-set    | I    | Fornovo Taro-Bivio Terenzo           | salita            | ---                          | 11° ass         | Foschi Ferrante        | 11,500        | 10'14"         | 67,426      | Corsa per il Volante d'Argento, riservata alle vetture Turismo; Foschi, che dispone di una Aprilia prima serie da 1,3 litri con carrozzeria fuori serie, si aggiudica il raggruppamento definito come "Gruppo misto"; nella stessa corsa un'Aprilia è 1° assoluta |
| 19-set    | I    | Vittorio Veneto-Cansiglio            | salita            | 1ª Categoria Turismo         | N.D.            | Nissotti Francesco     | 12,100        | N.D.           | N.D.        | L'Aprilia di Nissotti, che segna il miglior tempo tra tutte le vetture Turismo, si aggiudica la corsa per il Volante d'Argento; nella stessa corsa, un'Aprilia è 2° nella categoria Sport                                                                         |
| 19-set    | F    | Mont Véntoux                         | salita            | 1ª Classe 1101-2000 Sport    | 7° ass.         | Claude                 | 21,600        | 17'12"1/5      | 75,334      | Nella stessa corsa, un'Aprilia si afferma nella categoria "vetture chiuse" |
| 26-set    | I    | Palagiano-Mottola                    | salita            | 1ª Categoria Turismo         | 4° ass.         | Cisternino Raffaele    | 6,000         | 4'54"4/5       | 73,270      | L'Aprilia di Cisternino, che segna il miglior tempo tra tutte le vetture Turismo, si aggiudica la corsa per il Volante d'Argento |
| 26-set    | I    | Calliano-Folgaria                    | salita            | ---                          | 1° ass.         | Rodenghi Fausto        | 12,800        | 13'43"3/5      | 55,949      | Corsa per il Volante d'Argento, riservata alle vetture Turismo |
| 26-set    | I    | Catania-Etna                         | salita            | 1ª Classe 1101-2000 Sport    | 1° ass.         | Bellucci Luigi         | 33,000        | 22'48"4/5      | 86,791      | su Paganelli; Bellucci dispone di una Paganelli-Aprilia 1750 cm³ ; nella stessa occasione, un'Aprilia, che segna il miglior tempo fra tutte le vetture Turismo, si aggiudica la corsa per il Volante d'Argento                                                    |
| 3-ott     | I    | Treponti-Teolo                       | salita            | 1ª Classe oltre 1100 Turismo | 13° ass.        | Marcolini Luigi        | 5,000         | 4'13"2/10      | 71,090      | Nella stessa corsa, un'Aprilia è 2° di classe nella categoria Sport |
| 3-ott     | I    | Sorrento Sant'Agata                  | salita            | 1ª Classe Sport              | 1° ass.         | Bellucci Luigi         | 12,000        | 8'58"1/5       | 80,267      | su Paganelli; Bellucci dispone di una Paganelli-Aprilia 1750 cm³. |
| 17-ott    | I    | Coppa del Cimino                     | salita            | ---                          | 1° ass.         | Sebastiani Alfredo     | 10,300        | 8'42"1/10      | 71,020      | Corsa per il Volante d'Argento, riservata alle vetture Turismo |
| 7-nov     | I    | Vermicino-Rocca di Papa              | salita            | ---                          | 1° ass.         | Sanguineti Michele     | 13,400        | 10'11"1/10     | 78,939      | Corsa (prova finale) per il Volante d'Argento, riservata alle vetture Turismo. |
| 7-nov     | I    | Vermicino-Rocca di Papa              | salita            | ---                          | N.D.            | Foschi Ferrante        | 13,400        | 12'12"2/10     | 65,883      | Corsa (prova finale) per il Volante d'Argento, riservata alle vetture Turismo; Foschi, che dispone di una Aprilia prima serie da 1,3 litri con carrozzeria fuori serie, si aggiudica il "gruppo misto".                                                           |
| 14-nov    | I    | Coppa Gallenga                       | salita            | 2ª Classe 1101-1500 Sport    | 17° ass.        | Urbani Francesco       | 13,400        | 9'38"5/10      | 83,388      | |
| 21-nov    | I    | Coppa Galatea                        | salita            | 1ª Classe 1101-1500 Turismo  | 6° ass.         | Musmeci Nicola         | 8,500         | 6'46"1/5       | 75,332      | |
| novembre  | ETH  | Corsa dell'Asmara                    | su strada         | 2ª Classe 1001-2000          | N.D.            | Dal Re R.              | 10,800        | 9'50"          | 65,898      | |

### 1949
| Data      | Naz. | Nome della corsa                         | Tipo gara         | Risultato di classe          | Posiz. assoluta | Pilota od equipaggio                      | Percorso (Km)  | Tempo ottenuto | Media (Kmh) | Note |
| --------- | ---- | ---------------------------------------- | ----------------- | ---------------------------- | --------------- | ----------------------------------------- | -------------- | -------------- | ----------- | --- |
| 20-feb    | I    | Edolo-Ponte di Legno                     | salita            | 1ª Classe oltre 1100 Turismo | 2° ass.         | Rodenghi Fausto                           | 18,750         | 14'49"1/5      | 75,910      | Prova di velocità in salita inserita nella gara "autosciatoria" (che abbina sciatori con piloti) indetta dagli Automobile Club di Brescia, Milano, Sondrio e Trento.                                                                                                |
| 20-mar    | I    | Tovena-Passo San Boldo                   | salita            | 1ª Classe oltre 1100 Turismo | 2° ass.         | Pelizzo                                   | 6,000          | 7'19"          | 49,202      | Prova di velocità in salita inserita nella gara di regolarità"Coppa del Piave"; Pelizzo ottiene il miglior tempo fra tutte le vetture da Turismo |
| 15-mag    | I    | Como-Lieto Colle                         | salita            | 1ª Classe 1101-1500 Turismo  | N.D.            | Dansi Emilio                              | 7,400          | 5'28"1/5       | 81,170      | Dansi ottiene il miglior tempo fra tutte le vetture da Turismo; nella stessa corsa, un'Aprilia è 5° di classe nella categoria Sport |
| 15-mag    | I    | Vicenza, Chilometro Lanciato             | Km. lanciato      | 2ª Classe oltre 1100 Sport   | 3° ass.         | Maioli                                    | 1,000          | 24"5/10        | 146,938     | Nella stessa corsa, un'Aprilia è 2° di classe nella categoria Turismo |
| 22-mag    | I    | Corsa del Brinzio                        | salita            | 1ª Classe oltre 1100 Turismo | 15° ass.        | Dansi Emilio                              | 8,500          | 6'47"3/5       | 75,073      | |
| 22-mag    | I    | Scala Giocca-Osilo                       | salita            | 1ª Classe oltre 1100 Turismo | 1° ass.         | Falchi                                    | 14,700         | 12'05"7/10     | 72,922      | |
| 26-mag    | I    | Firenze-Fiesole                          | salita            | 1ª classe oltre 1100 Turismo | N.D.            | Monzini                                   | 5,300          | 3'52"9/10      | 81,923      | Non è accertato se l'esatto cognome del pilota sia Monzini oppure Manzini. |
| 26-mag    | I    | Circuito della Foce                      | circuito stradale | ---                          | 1° ass.         | Anselmi Enrico                            | 45,540         | 35'38"3/5      | 76,659      | Corsa sociale AC Genova; ammesse le sole vetture Turismo; Anselmi si aggiudica il "gruppo Lancia Aprilia" ed ottiene la miglior prestazione della giornata |
| 29-mag    | I    | Coppa Intereuropa                        | su pista (Monza)  | 1ª Classe 1101-1500 Turismo  | 1°ass.          | Anselmi Enrico                            | 3 ore di corsa | ---            | 119,189     | Anselmi, che ottiene la miglior prestazione fra tutte le vetture da Turismo, si aggiudica la corsa a cui partecipa (che raggruppa le vetture della Classe fino a 750 cm³ e quelle della classe da 1101 a 1500 cm³ della categoria Turismo)                          |
| 29-mag    | I    | Porto Empedocle-Agrigento                | salita            | 1ª classe oltre 1100 Turismo | N.D.            | Grassi Bertazzi Saro                      | 11,000         | 8'00"          | 82,500      | Grassi Bertazzi segna il miglior tempo fra tutte le vetture Turismo |
| 5-giu     | I    | Palermo-Monte Pellegrino                 | salita            | 1ª Classe oltre 1100 Turismo | 16° ass         | Cammarata Mario                           | 8,750          | 7'40"3/5       | 68,389      | |
| 5-giu     | I    | Barletta, Chilometro Lanciato            | Km. lanciato      | 1ª Classe oltre 1100 Turismo | N.D.            | Lorenzetti Aurelio                        | 1,000          | 28"3/10        | 127,208     | Lorenzetti segna il miglior tempo fra tutte le vetture Turismo |
| 5-giu     | I    | Targa Vesuvio                            | salita            | 1ª Classe oltre 1100 Turismo | N.D.            | Biondi Raffaele                           | 7,500          | 8'19"          | 54,108      | Biondi segna il miglior tempo fra tutte le vetture Turismo; nella stessa corsa, un'Aprilia è 2° di classe nella categoria Sport |
| 5-giu     | I    | Targa Vesuvio                            | salita            | 2ª Classe 1101-1500 Sport    | 3° ass.         | Bilotti Mario                             | 7,500          | 7'21"1/10      | 61,210      | su Paganelli; Bilotti dispone di una Paganelli-Lancia; nella stessa corsa, un'Aprilia si afferma nella categoria Turismo |
| 19-giu    | I    | Massarosa-Monte Quiesa                   | salita            | 1ª Classe 1500               | N.D.            | Frati Romeo                               | 5,500          | 4'27"          | 74,157      | |
| 19-giu    | I    | Coppa del Pasubio                        | salita            | 2ª Classe oltre 1100 Turismo | N.D.            | Rossi                                     | 10,400         | 11'24"4/5      | 54,672      | Nella stessa corsa, un'Aprilia è 2° di classe nella categoria Sport. |
| 19-giu    | I    | Gran Premio di Napoli                    | circuito stradale | ---                          | 5° ass          | Bilotti Mario                             | 246,000        | 2h41'11"2/5    | 91,568      | su Paganelli; Bilotti dispone di una Paganelli con motore da 2 litri di cilindrata. |
| 26-giu    | I    | Chiusaforte-Sella Nevea                  | salita            | 1ª Categoria Turismo         | N.D.            | Campeis Corrado                           | 17,400         | 15'48"6/10     | 66,034      | Nella stessa corsa, un'Aprilia è 3° di classe nella categoria Sport. |
| 26-giu    | I    | Corsa di Limone Piemonte                 | salita            | 1ª Classe 1101-1500 Turismo  | 1° ass.         | Signoretti Mario                          | 16,000         | 11'45"3/5      | 81,632      | Corsa sociale AC Cuneo. |
| 3-lug     | I    | Sorrento-Sant'Agata                      | salita            | 1ª Classe oltre 1100 Turismo | N.D.            | Biondi Raffaele e Dansi Emilio (ex aequo) | 12,000         | 10'03"3/5      | 71,570      | |
| 24-lug    | I    | Pozzillo-Acireale                        | salita            | 1ª Categoria Turismo         | N.D.            | Alessi Giovanni                           | 8,500          | 6'58"3/5       | 73,100      | |
| 24-lug    | I    | Susa-Moncenisio                          | salita            | 1ª Classe oltre 1100 Turismo | 27° ass.        | Christillin Emilio                        | 22,100         | 20'35"1/5      | 64,410      | Christillin segna il miglior tempo fra tutte le vetture da Turismo e si aggiudica la Corsa Sociale. |
| 16-ago    | I    | Messina-Colle San Rizzo                  | salita            | 2ª Classe oltre 1100 Turismo | N.D.            | Donato                                    | 10,000         | 10'40"4/5      | 56,179      | |
| 21-ago    | I    | Tresenda-Aprica                          | salita            | 1ª Classe oltre 1100 Sport   | 3° ass.         | Pagani Luciano                            | 13,200         | 12'22"4/10     | 64,008      | su Pagani-Colli-spider; Pagani dispone di una Aprilia speciale realizzata dal padre - Luigi Pagani - e carrozzata spyder (carrozzeria Colli); nella stessa corsa, un'Aprilia si afferma nella categoria Turismo.                                                    |
| 21-ago    | I    | Pirato-Enna                              | salita            | 1ª Classe oltre 1100 Turismo | N.D.            | Gagliano Gaetano                          | 15,200         | 11'35"4/10     | 78,688      | |
| 21-ago    | CH   | Maloja Pass                              | salita            | 1ª Classe 1101-1500 Turismo  | N.D.            | Sidler                                    | 11,000         | 11'05"6/10     | 59,495      | |
| 21-ago    | I    | Fasano-Selva di Fasano                   | salita            | 1ª Classe oltre 1100 Turismo | N.D.            | Chieco.Bianchi Sandro                     | 7,500          | 6'33"6/10      | 68,597      | Chieco ottiene il miglior tempo fra tutte le vetture Turismo, che erano in corsa per il Volante d'Argento. |
| 28-ago    | I    | Collina Pistoiese                        | salita            | 1ª Classe 1101-1500 Turismo  | ---             | Montagni Lemmo                            | 14,770         | 13'05"6/10     | 67,683      | Montagni ottiene il miglior tempo fra tutte le vetture Turismo. |
| 28-ago    | I    | Mosson-Treschè-Conco                     | salita            | 1ª Classe 1101-1500 Turismo  | 4° ass.         | Marzotto                                  | 15,300         | 14'05"         | 65,183      | Il pilota è uno dei quattro celebri fratelli Marzotto… |
| 28-ago    | I    | Coppa Taras                              | salita            | 1ª Classe 1101-1500 Turismo  | N.D.            | Maggiolini                                | 11,000         | 7'17"6/10      | 90,493      | |
| 4-set     | I    | Catania-Etna                             | salita            | 1ª Classe 1101-1500 Turismo  | 18° ass.        | Alessi Giovanni                           | 33,000         | 27'46"2/5      | 71,291      | Alessi è 3° fra tutte le vetture Turismo che corrono per il Volante d'Argento. |
| 4-set     | I    | Coppa San Giusto                         | circuito stradale | 1ª Classe 1101-1500 Turismo  | ---             | Dansi Emilio                              | 90,600         | 54'24"4/5      | 99,901      | Dansi è 1° nella corsa per il Volante d'Argento, riservata alle vetture Turismo; nella stessa corsa, un'Aprilia è 2° di classe nella categoria Sport. |
| 4-set     | I    | Bivio Tolignano-Monterocco               | salita            | 2ª Categoria Turismo         | 3° ass          | Mallucci Vittor Ugo                       | 6,100          | 4'45"2/10      | 76,998      | |
| 11-set    | I    | Capodarso-Collina                        | salita            | 2ª Classe oltre 1100 Turismo | N.D.            | Gagliano Gateano                          | 12,000         | 9'35"4/5       | 75,026      | |
| 18-set    | I    | Vittorio Veneto-Cansiglio                | salita            | 1ª Classe 1101-1500 Turismo  | N.D.            | Castiglioni Umberto                       | 12,200         | 10'55"2/5      | 67,012      | Nella stessa corsa, un'Aprilia è 4° di classe nella categoria Sport. |
| 18-set    | I    | Vittorio Veneto-Cansiglio                | salita            | 1ª Classe oltre 1100 Turismo | N.D.            | Casitglioni Umberto                       | 12,200         | 10'55"2/5      | 67,012      | |
| 18-set    | I    | Corsa della Futa                         | salita            | 1ª categoria Turismo         | 1° ass.         | Vinattieri Mauro                          | 10,000         | 8'02"3/10      | 74,642      | Corsa per il Volante d'Argento, riservata alle vetture Turismo. |
| 18-set    | I    | Pontedecimo-Giovi                        | salita            | 1ª categoria Turismo         | 20° ass         | Anselmi Enrico                            | 9,650          | 7'54"          | 73,291      | Anselmi, che ottiene il miglior tempo fra le vetture Turismo, si aggiudica la corsa per il Volante d'Argento. |
| 18-set    | I    | Bologna-Raticosa                         | salita            | 1ª Categoria Turismo         | 1° ass          | Segafredo Giampiero                       | 32,800         | 27'44"1/5      | 70,953      | Corsa per il Volante d'Argento, riservata alle vetture Turismo; nella stessa corsa, un'Aprilia è 1° del "gruppo misto". |
| 18-set    | I    | Ponte San Giovanni-Perugia               | salita            | 2ª Categoria Turismo         | 2° ass          | Sculati Eraldo                            | 5,300          | 4'38"1/5       | 68,583      | Corsa per il Volante d'Argento, riservata alle vetture Turismo; Sculati è primo del "gruppo Lancia Aprilia". |
| 18-set    | I    | Rieti-Terminillo                         | salita            | 2ª Categoria Turismo         | 2° ass          | Arlini Italo                              | 20,000         | 17'18"1/10     | 69,357      | Corsa per il Volante d'Argento, riservata alle vetture Turismo; Arlini è primo del "gruppo Lancia Aprilia". |
| 25-set    | I    | Bolzano-Mendola                          | salita            | 1ª categoria Turismo         | 1° ass          | Rodenghi Fausto                           | 25,000         | 18'17"6/10     | 81,997      | Corsa per il Volante d'Argento, riservata alle vetture Turismo |
| 25-set    | I    | Biella-Oropa                             | salita            | 1ª Classe oltre 1100 Turismo | N.D.            | Bertotto Gino                             | 11,032         | 10'35"         | 62,543      | Secondo alcune fonti il nome proprio del pilota sarebbe Gigi e non Gino. |
| 25-set    | I    | Salsomaggiore-Sant'Antonio               | salita            | 1ª categoria Turismo         | 1° ass.         | Petrobelli Paolo                          | 13,000         | 10'48"         | 72,222      | Corsa per il Volante d'Argento, riservata alle vetture Turismo. |
| settembre | A    | Coppa Alpi Austriache                    | rallye            | ---                          | 5° ass.         | Campeis Corrado                           | N.D.           | N.D.           | N.D.        | |
| 2-ott     | I    | Quartu-Campuomu                          | salita            | ---                          | 2° ass.         | Dalmasso Emrico                           | 20,000         | 14'26"6/10     | 83,083      | Corsa per il Volante d'Argento, riservata alle vetture Turismo; Dalmasso si aggiudica il "gruppo Lancia Aprilia". |
| 2-ott     | I    | Resina-Vesuvio                           | salita            | ---                          | 1° ass          | Biondi Raffaele                           | 7,500          | 8'28"3/5       | 53,086      | Corsa per il Volante d'Argento, riservata alle vetture Turismo; Biondi si aggiudica il "gruppo Lancia Aprilia" e segna il miglior tempo assoluto. |
| 2-ott     | I    | Savona-Cadibona                          | salita            | 1ª Categoria Turismo         | 3 ass.          | Franceri Bartolomeo                       | 7,880          | 6'20"4/10      | 74,574      | Corsa sociale AC Savona. |
| 2-ott     | I    | Como-Lieto Colle                         | salita            | 2ª Categoria Turismo         | 2° ass          | Castiglioni Umberto                       | 7,400          | 5'43"3/5       | 77,532      | Corsa per il Volante d'Argento, riservata alle vetture Turismo; Castiglioni si aggiudica il "gruppo Lancia Aprilia". |
| 9-ott     | I    | Targa Puglia                             | su strada         | 1ª Classe oltre 1100 Turismo | 4° ass.         | Chieco.Bianchi Sandro                     | 77,000         | 40'41"4/10     | 113,522     | Nella stessa corsa un'Aprilia è 2° di classe nella categoria Corsa. |
| 16-ott    | I    | Vermicino-Rocca di Papa-Madonna del Tufo | salita            | 4ª Classe oltre 1100 Sport   | 5° ass          | Serena di Lapigio Fabrizio                | 14,400         | 8'40"5/10      | 99,596      | su Pacifici-spider; la vettura di Serena è una spyder speciale artigianale realizzata dal romano Pacifici. |
| 16-ott    | I    | Treponti-Teolo                           | salita            | 1ª Classe oltre 1100 Turismo | N.D.            | Monti Arrigo                              | 5,000          | 4'12"3/10      | 71,343      | Secondo alcune fonti il nome proprio del Monti sarebbe Sergio e non Arrigo. |
| 23-ott    | I    | Fornovo-Poggio di Berceto                | salita            | ---                          | 1° ass.         | Sardi Francesco                           | 30,000         | 23'55"         | 75,261      | Corsa (prova finale) per il Volante d'Argento, riservata alle vetture Turismo. |
| 23-ott    | I    | Salerno-Cava dei Tirreni                 | salita            | 1ª Classe oltre 1500 Sport   | 1° ass.         | Bilotti Mario                             | 7,450          | 3'44"4/5       | 119,306     | su Paganelli; Bilotti dispone di una Paganelli-Aprilia con motore da 2 litri, con la quale precede Luigi Belluicci con la Paganelli-Aprilia con motore da 1750 cm³, che è anche secondo assoluto; nella stessa corsa un'Aprilia si afferma nella categoria Turismo. |
| 30-ott    | I    | Salita di Sant'Eusebio                   | salita            | 1ª Categoria Turismo         | 2° ass.         | Ferretti                                  | 3,650          | 4'19"          | 50,733      | Corsa sociale dell'A.C. di Genova; Ferretti si aggiudica il "gruppo Lancia Aprilia". |
| 12-nov    | I    | Salita di Ospedaletti                    | salita            | 1ª Classe 751-1100 Turismo   | 5° ass.         | De Albertis Luigi                         | 1,000          | 1'03"4/5       | 56,426      | Prova di velocità in salita inserita nella gara di regolarità ligure "Coppa Riviera di Ponente". |
| 20-nov    | I    | Gallarate-Crema                          | salita            | 1ª Classe oltre 1100 Turismo | 1° ass.         | Bianchi                                   | 0,800          | 1'00"1/5       | 47,840      | Corsa riservata alle vetture Turismo |

### 1950
| Data      | Naz. | Nome della corsa                         | Tipo gara         | Risultato di classe                    | Posiz. assoluta     | Pilota od equipaggio | Percorso (Km) | Tempo ottenuto | Media (Kmh) | Note |
| --------- | ---- | ---------------------------------------- | ----------------- | -------------------------------------- | ------------------- | -------------------- | ------------- | -------------- | ----------- | --- |
| 17/20-feb | I    | Rallye del Sestriere                     | rallye            | 1ª Classe 1101-1500                    | 1° ass              | Christillin Emilio   | ---           | ---            | ---         | |
| 19-mar    | I    | Tovena-Passo San Boldo                   | salita            | 1ª Classe da 1101-1500 Turismo         | 1° ass.             | Monti Sergio         | 6,000         | 7'06"          | 50,704      | Prova di velocità in salita inserita nella gara di regolarità"Coppa del Piave". |
| 26-mar    | I    | Coppa Intereuropa                        | su pista (Monza)  | 2ª Classe 1101-1500 Gran Turismo       | 12° ass.            | Anselmi Enrico       | 2 ore         | ---            | 127,122     | |
| 10-apr    | I    | Palermo-Monte Pellegrino                 | salita            | 1ª Classe oltre 1100 Turismo           | N.D.                | Damonte Mario        | 8,750         | 7'42"4/10      | 68,122      | Damonte segna il miglior tempo fra le vetture Turismo. |
| 16-apr    | I    | Firenze-Fiesole                          | salita            | 1ª Classe oltre 1100 Turismo           | 10° ass.            | Frati Romeo          | 5,300         | 4'06"3/5       | 77,372      | Frati segna il miglior tempo fra le vetture Turismo. |
| 16-apr    | I    | Trento-Ponte Alto                        | salita            | ---                                    | 1° ass.             | Rodenghi Fausto      | 3,000         | 2'41"8/10      | 66,749      | Rodenghi si aggiudica il "gruppo Lancia Aprilia". |
| 30-apr    | I    | Pesaro-San Bartolo                       | salita            | ---                                    | 4° ass.             | Serafini             | 5,500         | 5'11"1/5       | 63,624      | |
| 21-mag    | I    | Giro della Campania                      | su strada         | 1ª Classe oltre 1100 Sport             | 1° ass.             | Bellucci Luigi       | 250,000       | 2h19'13"       | 107,745     | su Paganelli; Bellucci dispone di una Paganelli-Aprilia con motore da 2 litri di cilindrata e precede, nella classe oltre 1100, l'altra Paganelli condotta da Ricciardi; nella stessa corsa, un'Aprilia è 2° nella categoria Gran Turismo. |
| 21-mag    | I    | Circuito della Foce                      | circuito stradale | ---                                    | 1° ass.             | Anselmi Enrico       | 80,000        | 1h02'17"2/5    | 77,058      | Corsa sociale AC Genova; ammesse le sole vetture Turismo; Anselmi si aggiudica la corsa cui partecipa (classe oltre 1100 Gran Turismo) ed ottiene la miglior prestazione della giornata.                                                   |
| 28-mag    | I    | Gran Premio dell'Autodromo               | su pista (Monza)  | ---                                    | 9° nella I batteria | Mijorini Angelo      | 44,100        | 18'54"4/5      | 139,901     | su Cisitalia-Aprilia; la vettura di Mijorini è una Cisitalia D46 con motore di derivazione Aprilia da 1,7 litri di cilindrata; Mijorini si classifica ad 1 giro dal vincitore.                                                             |
| 11-giu    | I    | Chiusaforte-Sella Nevea                  | salita            | 1ª Categoria Turismo                   | 7° ass              | Campeis Corrado      | 17,400        | 15'31"         | 67,282      | Campeis si aggiudica il "gruppo Lamcia Aprilia"; nella stessa corsa altre Aprilia si affermano nelle categorie Sport e Gran Turismo. |
| 11-giu    | I    | Chiusaforte-Sella Nevea                  | salita            | 2ª Classe oltre 1100 Sport             | 2° ass              | Nadali Mario         | 17,400        | 14'41"         | 71,101      | su Ferri-spider; Nadali dispone di una Ferri (ex Basso)-Lancia Aprilia spyder; nella stessa corsa altre Aprilia si affermano nelle categorie Turismo e Gran Turismo.                                                                       |
| 11-giu    | I    | Scala di Giocca-Osilo                    | salita            | 1ª Categoria Turismo                   | 3° ass.             | Ardisson Gianni      | 14,700        | 12'06"4/10     | 72,852      | Ardisson si aggiudica il "gruppo Lancia Aprilia"; nella stessa corsa un'Aprilia si aggiudica la speciale classifica per le "dame". |
| 11-giu    | I    | Scala di Giocca-Osilo                    | salita            | 1ª Categoria "Dame"                    | N.D.                | signora Scotto       | 14,700        | 13'27"2/10     | 65,559      | La signora Scotto si aggiudica la speciale classe riservata al gentil sesso"; nella stessa corsa un'Aprilia si afferma nella categoria Turismo.                                                                                            |
| 11-giu    | CH   | Vue des Alpes                            | salita            | 1ª classe 1101-1500 Dilettanti         | N.D.                | Lutz                 | 10,000        | N.D.           | N.D.        | |
| 18-giu    | I    | Coppa del Pasubio                        | salita            | 1ª classe 1101-1500 Turismo            | N.D.                | Rodenghi Fausto      | 10,420        | 11'11"4/5      | 55,838      | Rodenghi segna il miglior tempo fra le vetture Turismo; nella stessa corsa, un'Aprilia si aggiudica la speciale classe per le "vetture con carrozzeria fuori serie".                                                                       |
| 2-lug     | I    | Capostrada-Piastre                       | salita            | 1ª Classe oltre 1100 Turismo           | 8° ass.             | Frati Romeo          | 9,690         | 9'09"          | 63,540      | Frati segna il miglior tempo fra le vetture Turismo. |
| 2-lug     | CH   | Sierre Montana-Crans                     | salita            | 1ª Classe 1500 Turismo                 | N.D.                | Torello Cesare       | 14,570        | N.D.           | N.D.        | |
| 16-lug    | I    | Bolzano-Mendola                          | salita            | 1ª Categoria Turismo                   | 2° ass.             | Ciepelli Vittorio    | 25,000        | 18'54"4/5      | 79,309      | La data di effettuazione della corsa potrebbe essere il 9 luglio. |
| 22-lug    | I    | Circuito di Posillipo                    | circuito stradale | ---                                    | 3° ass.             | Ricciardi Emilio     | 61,500        | 40'56"         | 90,146      | su Paganelli; corsa riservata alle vetture Sport fino a 2000 cm³, con classifica "ad handicap"; Ricciardi dispone di una Paganelli-Lancia 2000 e precede in classifica Luigi Bellucci, anch'egli con la Paganelli-Lancia 2000.             |
| 23-lug    | I    | Gran Premio di Napoli                    | circuito stradale | ---                                    | 5° ass.             | Bellucci Luigi       | 188,600       | 2h02'37"1/10   | 92,286      | su Paganelli; corsa per vetture di Formula 2; Bellucci, che dispone di una Paganelli-Lancia da 2 litri di derivazione Aprilia, si piazza al 5º posto a 4 giri dal vincitore (Cortese su Ferrari).                                          |
| 23-lug    | I    | Argegno-Lanzo d'Intelvi                  | salita            | 1ª Classe oltre 1100 Turismo           | N.D.                | Castiglioni Umberto  | 15,500        | 13'12"4        | 70,383      | Castiglioni segna il miglior tempo fra le vetture Turismo; Castiglioni si cela sotto pseudonimo ("Ippocampo"). |
| 30-lug    | I    | Prato-Torriglia                          | salita            | 1ª classe oltre 1100 Sport             | 2° ass.             | Anselmi Enrico       | 22,000        | 18'07"2/5      | 72,834      | Nella stessa corsa, un'Aprilia si afferma nella categoria Turismo. |
| 6-ago     | I    | Aosta-Gran San Bernardo                  | salita            | 3ª Categoria Corsa                     | 5° ass.             | Mijorini Angelo      | 33,900        | 26'42"3/5      | 76,151      | su Cisitalia-Aprilia; la vettura di Mijorini è una Cisitalia D46 con motore di derivazione Aprilia da 1,7 litri di cilindrata. |
| 13-ago    | I    | Pirato-Enna                              | salita            | 1ª Classe oltre 1100 Turismo           | 1° ass.             | Musmeci Nicola       | 15,200        | 11'36"3/10     | 78,586      | Corsa riservata alle vetture Turismo. |
| 13-ago    | I    | Bivio Crispiano-Martina Franca           | salita            | 1ª Classe 1101-1500 Turismo            | 12° ass.            | Cafiero Ferdinando   | 11,000        | 7'15"1/5       | 90,992      | Cafiero segna il miglior tempo fra le vetture Turismo (per il Volante d'Argento). |
| 27-ago    | I    | Fasano-Selva di Fasano                   | salita            | 2ª Classe oltre 1100 Sport             | 2°ass.              | Ricciardi Emilio     | 7,400         | 5'19"2/5       | 83,406      | su Paganelli; Ricciardi sfiora la vittoria, accusando un distacco di 1/5 di secondo dal vincitore (Ruggero su Maserati) ; nella stessa corsa, una Aprilia è 2° di classe nella categoria Turismo.                                          |
| 27-ago    | I    | Circuito di Avellino                     | circuito stradale | 2ª classe oltre 1500 Gran Turismo      | 2° ass.             | Sannino Mario        | 192,000       | 2h21'43"       | 81,288      | Corsa riservata alle vetture Gran Turismo; Sannino, che dispone di una Aprilia preparata da Paganelli, viene battuto di appena 1"3/5 dalla Lancia Aurelia di Bellucci.                                                                     |
| 10-set    | I    | Salita dello Scopetone                   | salita            | 1ª Categoria Turismo                   | 1° ass.             | Mignini Giuseppe     | 7,000         | 5'32"2/5       | 75,812      | Corsa per il Volante d'Argento, riservata alle vetture Turismo. |
| 17-set    | I    | Bologna-Raticosa                         | salita            | 1ª Categoria Turismo                   | 25° ass.            | Zuffi Cesare         | 43,200        | 33'59"4/5      | 76,242      | Zuffi (che si cela sotto lo pseudonimo di E.S.P.E.S.) si aggiudica la corsa per il Volante d'Argento ed il gruppo "Lancia Aprilia". |
| 17-set    | I    | Varese-Campo dei Fiori                   | salita            | 1ª Categoria Turismo                   | 1° ass.             | Martignoni Bruno     | 10,000        | 9'50"1/5       | 60,996      | Corsa per il Volante d'Argento, riservata alle vetture Turismo. |
| 17-set    | I    | Vittorio Veneto-Cansiglio                | salita            | 1ª Classe oltre 1100 Turismo           | N.D.                | Lubich Eugenio       | 12,200        | 11'21"         | 64,493      | Mondini segna il miglior tempo fra le vetture Turismo. |
| 17-set    | I    | Rieti-Terminillo                         | salita            | ---                                    | 1° ass.             | Mancini G.           | 20,000        | 16'28"1/10     | 72,867      | Corsa per il Volante d'Argento, riservata alle vetture Turismo; Mancini si aggiudica il "gruppo Lancia Aprilia". |
| 24-set    | I    | Pontedecimo-Passo dei Giovi              | salita            | 1ª Categoria Turismo                   | 25° ass.            | Anselmi Enrico       | 9,650         | 7'43"1/5       | 75,000      | Anselmi si aggiudica il "gruppo Lancia Aprilia" e segna il miglior tempo fra le vetture Turismo in gara per il Volante d'Argento. |
| 24-set    | I    | Mosson-Tresché-Conco                     | salita            | ---                                    | 2° ass.             | Lubich Eugenio       | 15,300        | 13'15"         | 69,283      | Corsa per il Volante d'Argento, riservata alle vetture Turismo; Lubich si aggiudica il "gruppo Lancia Aprilia". |
| 24-set    | I    | Sorrento-Sant'Agata                      | salita            | 1ª Classe oltre 1100 Sport             | 1° ass.             | Bellucci Luigi       | 12,000        | 8'31"3/5       | 84,440      | su Paganelli |
| 1-ott     | CH   | Mitholz-Kandersteg                       | salita            | 1ª Classe 1500                         | N.D.                | Lutz                 | ---           | ---            | ---         | |
| 1-ott     | I    | Treponti-Castelnuovo                     | salita            | 1ª Categoria Turismo                   | N.D.                | Di Lenardo Odorico   | 8,000         | 6'58"2/5       | 68,833      | Di Lenardo si aggiudica il "gruppo Lancia Aprilia"; nella stessa corsa, un'Aprilia è 2° di classe nella categoria Gran Turismo. |
| 1-ott     | I    | Salsomaggiore-Tabiano                    | salita            | ---                                    | 1° ass.             | Bersellini Orlando   | 5,000         | 4'40"          | 64,285      | Corsa per il Volante d'Argento, riservata alle vetture Turismo; Bersellini si aggiudica il "gruppo Lancia Aprilia". |
| 1-ott     | I    | Corsa delle Torricelle                   | salita            | 1ª Classe 1101-1500 Sport              | 5° ass.             | Tesini Danilo        | 3,760         | 4'02"3/5       | 55,795      | Nella stessa corsa, un'Aprilia si afferma nella categoria Turismo. |
| 1-ott     | I    | Foligno-Pale                             | salita            | ---                                    | 1° ass.             | Sculati Eraldo       | 6,700         | 5'26"1/5       | 73,942      | Corsa per il Volante d'Argento, riservata alle vetture Turismo ; Sculati si aggiudica il "gruppo Lancia Aprilia". |
| 1-ott     | I    | Sorrento-Sant'Agata                      | salita            | ---                                    | 1° ass.             | Sannino Mario        | 12,000        | 10'21"1/5      | 69,542      | Corsa per il Volante d'Argento, riservata alle vetture Turismo ; Sannino si aggiudica il "gruppo Lancia Aprilia". |
| 8-ott     | I    | Catania-Etna                             | salita            | ---                                    | 1° ass.             | Le Pira Salvatore    | 31,470        | 26'09"3/10     | 72,192      | Corsa per il Volante d'Argento, riservata alle vetture Turismo ; Le Pira si aggiudica il "gruppo Lancia Aprilia". |
| 8-ott     | I    | Mosson-Tresché-Conco                     | salita            | 2ª Classe 1101-1500 Turismo            | N.D.                | Cavallon             | 15,300        | 14'25"3/5      | 63,632      | Corsa sociale AC Vicenza. |
| 15-ott    | I    | Circuito del Garda                       | circuito stradale | ---                                    | 9° ass.             | Mijorini Angelo      | 262,400       | 2h26'03"3/5    | 107,791     | su Cisitalia-Aprilia; la vettura di Mijorini è una Cisitalia D46 con motore di derivazione Aprilia da 1,7 litri di cilindrata; Mijorini si classifica a 2 giri dal vincitore.                                                              |
| 15-ott    | I    | Vermicino-Rocca di Papa-Madonna del Tufo | salita            | ---                                    | 1° ass.             | Anselmi Enrico       | 14,400        | 9'38"9/10      | 89,549      | Corsa (prova finale) per il Volante d'Argento, riservata alle vetture Turismo ; Anselmi si aggiudica il "gruppo Lancia Aprilia". |
| 22-ott    | I    | Vermicino-Rocca di Papa-Madonna del Tufo | salita            | 4ª Classe Unica categoria Gran Turismo | 27° ass.            | Giannino Marzotto    | 14,400        | 9'51"8/10      | 87,597      | Nella stessa corsa, una Paganelli-Aprilia è 3º assoluto . |
| 22-ott    | I    | Vermicino-Rocca di Papa-Madonna del Tufo | salita            | 3ª Classe oltre 1100 categoria Sport   | 3° ass.             | Bellucci Luigi       | 14,400        | 8'05"7/10      | 87,597      | su Paganelli; Bellucci dispone di una Paganelli-Aprilia; nella stessa corsa, una Aprilia è 4° di classe nella categoria Gran Turismo. |
| 29-ott    | I    | Catania-Etna                             | salita            | 2ª Classe oltre 1100 Sport             | 2° ass.             | Bellucci Luigi       | 33,000        | 21'40"1/5      | 91,370      | su Paganelli; |
| 29-ott    | I    | Trieste-Opicina                          | salita            | 1ª Classe oltre 1100 Turismo           | 14° ass.            | Lubich Eugenio       | 9,000         | 7'01”4/10      | 76,886      | Lubich segna il miglior tempo fra tutte le vetture della categoria Turismo. |
| 29-ott    | I    | Trieste-Opicina                          | salita            | 4ª Classe Unica Gran Turismo           | 19° ass.            | Corchia              | 9,000         | 7'20”6/10      | 73,536      | |
| 29-ott    | I    | Trieste-Opicina                          | salita            | 6ª Classe oltre 1100 sport             | 8° ass.             | Campeis Corrado      | 9,000         | 6'34"          | 82,233      | |
| 5-nov     | I    | Messina-Colle San Rizzo                  | salita            | 1ª Classe oltre 1100 Sport             | 1° ass.             | Bellucci Luigi       | 10,100        | 9'16"2/10      | 65,372      | su Paganelli |
| 3-dic     | I    | Pugliano-Osservatorio Vesuvio            | salita            | 1ª Classe 1101-1500 Gran Turismo       | 7° ass.             | Sannino Mario        | 7,500         | 8'24"7/10      | 53,497      | La vettura di Sannino è un'Aprilia "preparata" da Sabatino; nella stessa corsa una Paganelli-Aprilia è 1° assoluta. |
| 3-dic     | I    | Pugliano-Osservatorio Vesuvio            | salita            | 1ª Classe oltre 1100 Sport             | 1° ass.             | Ricciardi Emilio     | 7,500         | 7'08"5/10      | 63,010      | su Paganelli; Ricciardi dispone di una Paganelli-Aprilia 2000; nella stessa corsa, un'Aprilia (preparata Sabatino) si afferma nella categoria Gran Turismo.                                                                                |

### 1951
| Data      | Naz. | Nome della corsa                         | Tipo gara         | Risultato di classe                | Posiz. assoluta | Pilota od equipaggio                   | Percorso (Km) | Tempo ottenuto | Media (Kmh) | Note |
| --------- | ---- | ---------------------------------------- | ----------------- | ---------------------------------- | --------------- | -------------------------------------- | ------------- | -------------- | ----------- | --- |
| 25-feb    | ETH  | Circuito dell'Asmara, II corsa           | circuito stradale | ---                                | 1° ass.         | Rossetti Mario                         | 114,600       | 1h22'41"3/5    | 83,151      | Rossetti si aggiudica la seconda corsa, riservata alle vetture Sport da 1101 a 2000 cm³ di cilindrata. |
| 10-mar    | I    | Coppa d'Oro di Sicilia                   | circuito stradale | 10ª Classe 1101-2000 Sport         | 20° ass.        | Russo Velis Salvatore                  | 118,800       | N.D.           | N.D.        | su Ferri-spider; Russo Velis dispone di una Ferri(ex Basso)-Lancia spider. |
| 10/11-mar | F    | Rallye des Neiges                        | rallye            | 1ª Classe                          | 1° ass.         | Hotz A.                                | ---           | ---            | ---         | Il Rallye si è svolto su un percorso di circa 700 km. |
| 11-mar    | I    | Sanremo, salita                          | salita            | ---                                | 4° ass.         | Bianchi Luigi                          | 1,000         | 54"3/5         | 65,934      | Corsa di velocità in salita, inserita nella gara di regolarità Milano-Sanremo; Bianchi si aggiudica il "gruppo Lancia Aprilia" e segna il miglior tempo tra le vetture Turismo con cilindrata compresa tra 1101 e 1500 cm³.                                                                              |
| 15-apr    | I    | Coppa Intereuropa                        | su pista (Monza)  | ---                                | 12° ass.        | Mazzonis Vittorio                      | 2 ore         | ---            | 121,896     | Corsa riservata alle vetture Gran Turismo; Mazzonis è 3° tra le vetture con cilindrata compresa tra 1101 e 1500 cm³. |
| 22-apr    | I    | Firenze-Fiesole                          | salita            | 1ª Categoria Turismo               | N.D.            | Lucchesi Florio                        | 5,300         | 3'41"4/5       | 86,023      | Lucchesi segna il miglior tempo del "gruppo Lancia Aprilia e Alfa Romeo 2500"; nella stessa corsa, un'altra Aprilia si afferma nella categoria Gran Turismo. |
| 6-mag     | I    | Como-Lieto Colle, Coppa delle Dame       | salita            | 1ª Categoria Turismo               | 2° ass.         | Carbonara Garroni Maria Luisa          | 7,400         | 5'47"3/5       | 76,639      | Corsa riservata alle Dame; la Carbonara Garroni è la più veloce del "gruppo Lancia Aprilia". |
| 27-mag    | I    | Sorrento-Sant'Agata                      | salita            | 2ª Classe oltre 1100 Sport         | 2° ass.         | Ricciardi Emilio                       | 12,000        | 8'58"4/5       | 80,178      | su Paganelli; Ricciardi dispone di una Paganelli-Aprilia da 2 litri di cilindrata. |
| 3-giu     | I    | Trofeo Regione Sarda                     | su strada         | 1ª Classe 1101-1500 Turismo        | 3° ass.         | Ardisson Gianni/Conti Bruno            | 420,000       | N.D.           | N.D.        | Ottima prestazione delle Aprilia (1° Ardisson, 2° Deiana) che battono le più moderne Fiat 1400 |
| 9-giu     | I    | Notturna di Caracalla/II corsa           | circuito stradale | ---                                | 1° ass.         | Mancini Guido                          | 68,800        | 49'49"8/10     | 82,841      | Corsa riservata alle vetture Gran Turismo con cilindrata compresa tra 751 e 1500 cm³. |
| 7/13-giu  | MA   | Rallye del Marocco                       | rallye            | N.D.                               | 8° ass.         | Martignoni Bruno-Butti Paolo-Rabezzana | ---           | ---            | ---         | L'Aprilia di Martignoni-Butti-Rabezzana era una "prima serie" con motore da 1,3 litri. |
| 16-giu    | A    | Coppa Alpi Austriache                    | rallye            | 1ª Classe 1101-1500 Turismo        | N.D.            | Smolinger                              | N.D.          | N.D.           | N.D.        | Non è accertato se la corsa avesse le caratteristiche del "rallye"; secondo alcune fonti, il cognome del pilota sarebbe Smoliner. |
| 17-giu    | I    | Palermo-Monte Pellegrino                 | salita            | 2ª Categoria Turismo               | 19° ass.        | Sannino Mario                          | 8,750         | 7'30"3/10      | 69,953      | Sannino si aggiudica il "gruppo Lancia Aprilia". |
| 17-giu    | I    | Trento-Candriai                          | salita            | 1ª Classe 1101-1400 Turismo        | 4° ass.         | Defant                                 | 8,500         | 10'01"1/5      | 50,898      | Corsa sociale AC Trento; Defant è primo di classe ex aequo con Fambri, (il quale dispone di una Fiat 1400); nella stessa corsa, un'altra Aprilia è 2° di classe. |
| 17-giu    | CH   | Rheineck-Walzenhausen Lachen             | salita            | 1ª Classe 1500                     | N.D.            | "Quax"                                 | 6,500         | N.D.           | N.D.        | Il dato riguardante la lunghezza del percorso è frutto di stima. |
| 23-giu    | I    | Circuito di Posillipo                    | circuito stradale | ---                                | 1° ass.         | Bellucci Luigi                         | 123,000       | 1h17'56"4/5    | 94,680      | su Paganelli; corsa riservata alle vetture Sport fino a 2000 cm³; Bellucci dispone di una Aprilia-Paganelli da 2 litri di cilindrata. |
| 24-giu    | I    | Coppa del Pasubio                        | salita            | 1ª Categoria Turismo               | 11° ass.        | Lubich Eugenio                         | 10,420        | 10'51"5/10     | 57,577      | Lubich si aggiudica il "gruppo Lancia Aprilia"; nella stessa corsa altre Aprilia si affermano nelle categorie Gran Turismo e Sport. |
| 24-giu    | I    | Varese-Campo dei Fiori                   | salita            | 3ª Classe oltre 1100 Sport         | 10° ass.        | Pagani Luciano                         | 10,000        | 10'01"4/10     | 59,860      | su Pagani-Colli spider; Pagani dispone di una Aprilia speciale realizzata dal padre - Luigi Pagani - e carrozzata spyder (carrozzeria Colli). |
| 24-giu    | I    | Cernusco Lombardone-Montevecchia         | salita            | 1ª Categoria Turismo               | 2° ass.         | Beretta Emilio                         | 1,000         | 1'19"          | 45,569      | Corsa sociale sul Km da fermo in salita; nella stessa corsa un'altra Aprilia è 3° di classe nella categoria Gran Turismo. |
| 24-giu    | I    | Corsa delle Torricelle                   | salita            | 1ª Classe oltre 1100 Sport         | 2° ass.         | Sacchiero Lucillo                      | 3,760         | 3'35"          | 62,958      | Su Dell'Orto-Stella-spider; Sacchiero dispone di una speciale vettura spider (con motore 2 litri derivato Aprilia) realizzata dal vicentino ingegner Dell'Orto e denominata "Stella"; nella stessa corsa altre due Aprilia si classificano nelle categorie Turismo (1º posto) e Gran Turismo (2º posto). |
| 1-lug     | I    | Lecco-Ballabio-Balisio                   | salita            | 1ª Classe oltre 1100 Sport         | 15° ass.        | Pagani Luciano                         | 10,000        | 7'25"1/5       | 80,862      | su Pagani-Colli-spider; Pagani dispone di una Aprilia speciale realizzata dal padre - Luigi Pagani - e carrozzata spyder (carrozzeria Colli); nella stessa corsa altre Aprilia si classificano nelle categorie Turismo (3º posto) e Gran Turismo (5º posto).                                             |
| 8-lug     | I    | Bolzano-Mendola                          | salita            | 1ª Categoria Turismo               | N.D.            | Lubich Eugenio                         | 25,000        | 20'35"6/10     | 72,839      | Nella corsa per il Volante d'Argento (vetture Turismo), Lubich si aggiudica il "gruppo Lancia Aprilia" e segna il miglior tempo tra tutte le vetture Turismo. |
| 22-lug    | I    | Susa-Moncenisio                          | salita            | 5ª Classe oltre 1100 Sport         | 14° ass.        | Pagani Luciano                         | 22,100        | 16'45"4/5      | 79,101      | su Pagani-Colli-spider; Pagani dispone di una Aprilia speciale realizzata dal padre - Luigi Pagani - e carrozzata spyder (carrozzeria Colli). |
| luglio    | CH   | Develier-Les Rangiers                    | salita            | 1ª Classe 1500 Turismo             | N.D.            | "Quaz"                                 | 7,350         | N.D.           | N.D.        | Il chilometraggio è stimato. |
| luglio    | I    | Bettola-Casina                           | salita            | 1ª Classe oltre 1100 Turismo       | 1° ass.         | Bersellini                             | 7,400         | 7'34"4/5       | 58,575      | Corsa sociale AC Reggio Emilia, riservata alle vetture Turismo |
| 5-ago     | D    | Friburgo-Schauinsland                    | salita            | 4ª classe 1101-1500 Sport          | N.D.            | Fischaber Hans                         | 12,000        | 9'28"95/100    | 75,929      | |
| 12-ago    | I    | Pirato-Enna                              | salita            | 1ª Classe fino a 2000 Gran Turismo | N.D.            | Guzzardella Giuseppe                   | 15,200        | 12'03"3/10     | 75,653      | |
| 19-ago    | I    | Fasano-Selva di Fasano                   | salita            | 2ª Classe oltre 1100 Sport         | 3° ass.         | Ricciardi Emilio                       | 7,500         | 5'23"4/5       | 83,384      | su Paganelli; Ricciardi dispone di una Aprilia-Paganelli da 2 litri; nella stessa corsa, altre due Aprilia si affermano nelle categorie Turismo e Gran Turismo. |
| 19-ago    | I    | Circuito di Avellino                     | circuito stradale | 2ª Classe 1101-1500 Gran Turismo   | 4° ass.         | Sannino Mario                          | 191,480       | N.D.           | N.D.        | In questa occasione, probabilmente per la prima volta, l'Aprilia è stata battuta da una Fiat 1400. |
| 26-ago    | I    | Manasuddas-Nuoro                         | salita            | 3ª Categoria Turismo               | N.D.            | Ardisson Gianni                        | 14,400        | 10'56"5/10     | 78,964      | Ardisson si aggiudica il "gruppo Lancia Aprilia", nella corsa per il Volante d'Argento, riservata alle vetture Turismo. |
| agosto    | I    | Abbadia San Salvatore-Vetta Amiata       | salita            | ---                                | 1° ass.         | Biagi Alfredo                          | 13,000        | 13'53"2/5      | 56,155      | Corsa in salita inserita nella gara di regolarità "Coppa Monte Amiata", riservata alle vetture Turismo; Biagi si aggiudica il "gruppo Lancia Aprilia". |
| 2-set     | I    | Vittorio Veneto-Cansiglio                | salita            | 1ª Categoria Turismo               | 30° ass.        | Lubich Eugenio                         | 12,200        | 11'23"3/5      | 64,248      | Lubich si aggiudica il "gruppo Lancia Aprilia" nell'ambito della Categoria Turismo. |
| 2-set     | I    | Vittorio Veneto-Cansiglio                | salita            | 5ª Classe 751-1500 Gran Turismo    | 30° ass.        | Zuffi Cesare                           | 12,200        | 11'23"3/5      | 64,248      | Zuffi (che si cela sotto lo pseudonnimo di E.S.P.E.S.), curiosamente, segna lo stesso tempo ottenuto da Lubich nella categoria Turismo. |
| 2-set     | I    | Vittorio Veneto-Cansiglio                | salita            | 6ª Classe oltre 1100 Sport         | 18° ass.        | Sacchiero Lucillo                      | 12,200        | 10'40"2/5      | 68,582      | su Dell'Orto-Stella-spider; Sacchiero dispone di una speciale vettura spider (con motore 2 litri derivato Aprilia) realizzata dal vicentino ingegner Dell'Orto e denominata "Stella". |
| 2-set     | I    | Pugliano-Eremo del Vesuvio               | salita            | 1ª Classe oltre 1100 Sport         | 1° ass.         | Bellucci Luigi                         | 7,500         | 7'01"1/10      | 64,117      | su Paganelli; Bellucci dispone di una Aprilia-Paganelli da 2 litri di cilindrata e precede Emilio Ricciardi con un'altra Aprilia-Paganelli. |
| 2-set     | I    | Arezzo, corsa                            | salita            | 1ª Categoria Turismo               | 7° ass.         | Frati Romeo                            | 8,100         | 6'31"6/10      | 74,463      | Frati si aggiudica il "gruppo Lancia Aprilia" nella corsa per il Volante d'Argento, riservata alle vetture Turismo. |
| 2-set     | I    | Recco-Uscio                              | salita            | 2ª Classe 751-1500 Gran Turismo    | 3° ass.         | Costa Antonio                          | 12,400        | 11'38"1/5      | 63,935      | Nella stessa corsa, un'altra Aprilia si classifica al 2º posto nella categoria Turismo (Volante d'Argento). |
| 2-set     | I    | Osimo Stazione-Osimo                     | salita            | ---                                | 1° ass.         | Honorati Alberto                       | 5,600         | 4'05"3/5       | 82,084      | Corsa per il Volante d'Argento, riservata alle vetture Turismo; Honorati si aggiudica il "gruppo Lancia Aprilia". |
| 9-set     | I    | Madonna delle Piane-Chieti               | salita            | ---                                | 4° ass.         | Pavesi Carlo                           | 6,080         | 5'51"6/10      | 62,252      | Corsa per il Volante d'Argento, riservata alle vetture Turismo; Pavesi si aggiudica il "gruppo Lancia Aprilia". |
| 9-set     | I    | Cosenza-Pianette                         | salita            | ---                                | 2° ass.         | Sprovieri Vincenzo                     | 6,800         | 6'31"          | 62,608      | Corsa per il Volante d'Argento, riservata alle vetture Turismo; Sprovieri si aggiudica il "gruppo Lancia Aprilia". |
| 9-set     | I    | Bologna-Raticosa                         | salita            | 2ª Categoria Turismo               | 36° ass.        | Lubich Eugenio                         | 43,200        | 33'38"1/5      | 77,058      | Lubich si aggiudica il "gruppo Fiat 1400 e Lancia Aprilia" nella corsa per il Volante d'Argento (Turismo); un'altra Aprilia si classifica (2º posto di classe) nella categoria Gran Turismo. |
| 16-set    | I    | Catania-Etna                             | salita            | 1ª Categoria Turismo               | N.D.            | Le Pira Salvatore                      | 33,000        | 27'27"1/5      | 72,122      | Le Pira si aggiudica il "gruppo Lancia Aprilia" nell'ambito della categoria Turismo (Volante d'Argento) ed è 1° tra tutte le vetture della categoria Turismo. |
| 22-set    | A    | Rallye del Tirolo                        | rallye            | 1ª Classe 1500                     | N.D.            | Smolinger                              | ---           | ---            | ---         | Secondo alcune fonti, il cognome del pilota sarebbe Smoliner. |
| 23-set    | I    | Tresenda-Aprica                          | salita            | ---                                | 5° ass.         | Bossini Rinaldo                        | 14,000        | 12'51"9/10     | 65,293      | Corsa per il Volante d'Argento, riservata alle vetture Turismo; Bossini si aggiudica il "gruppo Lancia Aprilia". |
| 23-set    | I    | Massarosa-Monte Quiesa                   | salita            | 1ª Classe oltre 1100 Turismo       | 10° ass.        | Rossi M.                               | 5,500         | 4'39"2/5       | 70,866      | Rossi è il più veloce dell'intera categoria Turismo. |
| 23-set    | I    | Trieste-Opicina                          | salita            | 3ª Classe oltre 1100 Sport         | 12° ass.        | Cibin Giorgio                          | 9,000         | 6'19"1/5       | 85,443      | |
| 23-set    | I    | Trieste-Opicina                          | salita            | 1º Gruppo Lancia Aprilia           | 26° ass.        | Bertoia Gino                           | 9,000         | 6'59"          | 77,326      | Bertoia segna il miglior tempo tra tutte le vetture della Categoria Turismo. |
| 23-set    | CH   | Albis, corsa                             | salita            | 1ª Classe 1500                     | N.D.            | "Quax"                                 | N.D.          | N.D.           | N.D.        | |
| 30-set    | I    | Vermicino-Rocca di Papa-Madonna del Tufo | salita            | 1ª Classe 1101-1500 Turismo        | 18° ass.        | Marzano Corrado                        | 14,400        | 10'32"1/10     | 82,012      | Marzano è il più veloce dell'intera categoria Turismo; nella stessa corsa un'Aprilia-Paganelli è 2° di classe nella categoria Sport. |
| 30-set    | I    | Vermicino-Rocca di Papa-Madonna del Tufo | salita            | 2ª Classe 1101-2000 Sport          | 4° ass.         | Bellucci Luigi                         | 14,400        | 8'49"2/10      | 97,959      | su Paganelli; Bellucci dispone di una Aprilia-Paganelli da 2 litri di cilindrata; nella stessa corsa, un'Aprilia si afferma nella categoria Turismo. |
| 30-set    | I    | Chiusaforte-Sella Nevea                  | salita            | 3ª Classe oltre 1100 Sport         | 10° ass.        | Ferri Cormons                          | 17,400        | 14'50"5/10     | 70,342      | su Ferri-Alfa Romeo-Lancia; Ferri corre con una vettura da lui stesso realizzata, assemblata partendo da un telaio Alfa Romeo 256 su cui è montato un motore Aprilia; nella stessa corsa, una Aprilia si afferma nella categoria Turismo.                                                                |
| 30-set    | I    | Salsomaggiore-Tabiano                    | salita            | ---                                | 2° ass.         | Bersellini Armando                     | 5,000         | 4'37"4/5       | 64,794      | Corsa per il Volante d'Argento, riservata alle vetture Turismo; Bersellini si aggiudica il "gruppo Lancia Aprilia". |
| 7-ott     | I    | Treponti-Castelnuovo                     | salita            | 4ª Categoria Turismo               | N.D.            | Bertoia Gino                           | 8,000         | 6'47"2/10      | 70,726      | Bertoia si aggiudica il "gruppo Lancia Aprilia". |
| 7-ott     | I    | Borgo Petilia-Redentore                  | salita            | 1ª Classe 1101-1500 Turismo        | 14° ass.        | Baglio Michele                         | 10,000        | 8'38"7/10      | 69,404      | Nella stessa corsa, un'altra Aprilia si classifica (4º posto di classe) nella categoria Sport. |
| 7-ott     | ETH  | Schicchetti-Saladrò                      | salita            | 1ª Classe 1101-2000                | 2° ass.         | Rossetti Mario                         | 5,000         | 3'51"1/10      | 77,888      | |
| 16-ott    | ETH  | Piana d'Ala-Decameré                     | salita            | 3ª Classe 1101-2000                | 5° ass.         | Rossetti Mario                         | 6,000         | 4'47"9/10      | 75,026      | |
| 21-ott    | I    | Spoleto-Monteluco                        | salita            | 1ª Classe 1101-1500 Turismo        | N.D.            | Massi Benedetti Bernardino             | 7,000         | 7'14"3/5       | 57,984      | Nella stessa corsa, un'altra Aprilia si classifica (9º posto) nella categoria Sport. |
| 28-ott    | I    | Messina-Colle San Rizzo                  | salita            | 2ª Classe oltre 1100 Sport         | 2° ass.         | Bellucci Luigi                         | 10,100        | 8'32"2/5       | 70,960      | su Paganelli; Bellucci dispone di una Aprilia-Paganelli da 2 litri di cilindrata (da osservare che talune fonti, quasi certamente per errore, definiscono la vettura come Aurelia-Paganelli). |
| ottobre   | I    | Modena, gara sociale AC Ferrara          | su pista (Modena) | ---                                | 3° ass.         | Cané Claudio                           | 27,600        | N.D.           | N.D.        | Cané gareggia nella 5ª corsa, riservata alle vetture Turismo oltre 1100 e Gran Turismo da 751 a 1100. |
| 14-ott    | I    | Scala Giocca-Osilo                       | salita            | ---                                | 4° ass.         | Galbusera Carlo                        | 14,700        | 12'25"8/10     | 70,957      | Corsa per il Volante d'Argento (prova finale) riservata alle vetture Turismo; Galbusera si aggiudica il "gruppo Lancia Aprilia". |
| 11-nov    | I    | Salita di Ospedaletti                    | salita            | 3ª Classe oltre 1100 Turismo       | N.D.            | Marzorati Fernando                     | 1,000         | 1'07"8/10      | 53,097      | Breve corsa in salita inserita nella gara di regolarità "Coppa Riviera di Ponente" |
| 30-dic    | I    | Giardini-Taormina                        | salita            | 1ª Classe oltre 1100 Sport         | 1° ass.         | Bellucci Luigi                         | 4,250         | 4'24"1/5       | 57,910      | su Paganelli; Bellucci dispone di una Aprilia-Paganelli 2000. |

### 1952
Da notare che a partire dal 1952 l'Aprilia, per problemi di scaduta omologazione, è spesso costretta ad emigrare nelle categorie superiori (Gran Turismo e Sport)
| Data   | Naz. | Nome della corsa                         | Tipo gara         | Risultato di classe                | Posiz. assoluta | Pilota od equipaggio   | Percorso (Km) | Tempo ottenuto | Media (Kmh) | Note |
| ------ | ---- | ---------------------------------------- | ----------------- | ---------------------------------- | --------------- | ---------------------- | ------------- | -------------- | ----------- | --- |
| 23-mar | I    | Corsa delle Torricelle                   | salita            | 5ª Classe 751-1500 Gran Turismo    | N.D.            | ”O.T.I.R.”             | 3,760         | 4'10”          | 54,144      | |
| 10-mag | I    | Circuito di Posillipo                    | circuito stradale | ---                                | 1° ass.         | Bellucci Luigi         | 102,500       | 1h04'18”6/10   | 95,630      | su Paganelli; corsa riservata alle vetture Sport con cilindrata fino a 2000 cm³; Bellucci dispone di una Paganelli-Lancia 2000 (quasi certamente con motore di derivazione Aprilia).                                                                             |
| 22-mag | I    | Terni-Marmore                            | sal               | 3ª Classe fino a 1500 Gran Turismo | N.D.            | Massai Giorgio         | 7,200         | 5'54”          | 73,220      | |
| 25-mag | I    | Trento-Bondone                           | salita            | 3ª Classe 751-1500 Gran Turismo    | N.D.            | Siena Pier Luigi       | 13,000        | 15'12”         | 51,315      | |
| 22-giu | I    | Valli Pasubio-Pian delle Fugazze         | salita            | 3ª Classe 751-1500 Gran Turismo    | N.D.            | Finozzi Renzo          | 10,430        | 10'46”         | 58,123      | L'Aprilia di Finozzi, costretta a correre nella categoria Gran Turismo, segna un tempo migliore di quello di tutte le Fiat 1400 che correvano nella categoria Turismo.                                                                                           |
| 29-giu | I    | Coppa del Cimino                         | salita            | 1ª Classe fino a 1500 Turismo      | N.D.            | Falchini               | 10,300        | 7'37”3/5       | 81,031      | Nella stessa corsa, un'altra Lancia (forse un'Aprilia) si afferma nella categoria Sport. |
| 29-giu | I    | Campionato Sociale Parma                 | su pista (Modena) | 1ª Classe 1101-1500 Turismo        | 10° ass.        | Masetti Umberto        | 23,000        | 17'20”         | 79,615      | Masetti segna il 10° miglior tempo tra tutte le vetture Turismo e Gran Turismo (su 10 giri di pista). |
| 6-lug  | I    | Coppa della Consuma                      | salita            | 1ª Classe 751-1500 Gran Turismo    | N.D.            | Rossi M.               | 12,500        | 10'22”1/5      | 72,324      | L'Aprilia di Rossi, costretta a correre nella categoria Gran Turismo, segna un tempo migliore di quello di tutte le Fiat 1400 che correvano nella categoria Turismo.                                                                                             |
| 6-lug  | I    | Salerno-Cava dei Tirreni                 | salita            | 1ª Classe oltre 1100 Sport         | 1° ass.         | Bellucci Luigi         | 8,000         | 3'53”8/10      | 123,182     | su Paganelli; Bellucci dispone di una Paganelli-Lancia 2000 (quasi certamente con motore di derivazione Aprilia). |
| 13-lug | I    | Sorrento-Sant'Agata                      | salita            | 1ª Classe oltre 1100 Sport         | 1° ass.         | Bellucci Luigi         | 12,000        | 8'26””9/10     | 85,223      | su Paganelli; Bellucci dispone di una Paganelli-Lancia 2000 (quasi certamente con motore di derivazione Aprilia); nella stessa corsa una Aprilia si afferma nella categoria Gran Turismo.                                                                        |
| 20-lug | I    | Chiusaforte-Sella Nevea                  | salita            | 4ª Classe oltre 1100 Sport         | 17° ass.        | Fischaber Hans         | 17,400        | 14'45”         | 70,779      | |
| 3-ago  | I    | Aosta-Gran San Bernardo                  | salita            | 7ª Classe oltre 1100 Sport         | N.D.            | Pagani Luciano         | 33,900        | N.D.           | N.D.        | su Pagani-Colli-spider; Pagani dispone di una Aprilia speciale realizzata dal padre – Luigi Pagani – e carrozzata spider (carrozzeria Colli). |
| 17-ago | I    | Trullo d'Oro                             | su strada         | 1ª Classe fino a 1500 Gran Turismo | N.D.            | Lancellotti Alessandro | 66,000        | 37'17”         | 106,213     | Sulla stampa dell'epoca la vettura del Lancellotti è definita come “Aprilia Speciale”, probabilmente perché si trattava di una vettura carrozzata fuoriserie. |
| 31-ago | I    | Circuito di Pergusa                      | circuito stradale | ---                                | 4° ass.         | Argenziano Raffaele    | 264,000       | 3h12'52”       | 82,129      | su Paganelli; corsa riservata alle vetture Sport con cilindrata fino a 2000 cm³; Argenziano dispone di una Paganelli-Lancia 2000 (quasi certamente con motore di derivazione Aprilia).                                                                           |
| 31-ago | CH   | Maloja Pass                              | salita            | 1ª Classe 1500                     | N.D.            | ”Quax”                 | 11,000        | N.D.           | N.D.        | |
| 14-set | I    | Appiano-Passo della Mendola              | salita            | 2ª Classe 751-1500 Turismo         | 26° ass.        | Largaiolli Cesare      | 14,000        | 13'50”         | 60,722      | Corsa inserita nella gara di regolarità “Trofeo Supercortemaggiore”; il dato relativo alla lunghezza del percorso e la conseguente media oraria sono approssimativi; nella stessa corsa, un'altra Aprilia si classifica (4º posto) nella categoria Gran Turismo. |
| 21-set | I    | Massarosa-Lucca                          | su strada         | 3ª Classe Unica Gran Turismo       | N.D.            | Dolfi Silvestro        | 15,800        | 11'38”2/5      | 81,443      | Dolfi segna un tempo non eccezionale, in linea con i migliori “topolinisti”….. |
| 5-ott  | I    | Treponti-Castelnuovo                     | salita            | 2ª classe 751-1500 Gran Turismo    | 26° ass.        | Boldrin Mirabello      | 8,000         | 6'46”4/10      | 70,866      | |
| 19-ott | I    | Vermicino-Rocca di Papa-Madonna del Tufo | salita            | 2ª Classe 1101-1500 Turismo        | N.D.            | Guccione Francesco     | 14,400        | 10'49”4/10     | 79,827      | Caso più unico che raro, l'Aprilia di Guccione (che effettivamente non segna un tempo entusiasmante) viene sonoramente battuta da una Fiat 1400 (guidata da Raffaello Matteucci); nella stessa corsa, un'altra Aprilia è 5° di classe nella categoria Sport.     |
| 28-ott | I    | Campionato Sociale AC Ferrara            | su pista (Modena) | 1ª Classe 1101-1500 Turismo        | 10° ass.        | Masetti Umberto        | 23,000        | 17'20”         | 79,615      | Masetti segna il 10° miglior tempo tra tutte le vetture Turismo e Gran Turismo (su 10 giri di pista). |
| 24-dic | I    | Messina-Colle San Rizzo                  | salita            | 2ª Classe oltre 1100 Sport         | 3° ass.         | Argenziano Raffaele    | 10,100        | 8'01”3/5       | 75,498      | su Paganelli; Argenziano dispone di una Paganelli-Lancia 2000 (quasi certamente con motore di derivazione Aprilia). |

### 1953
| Data   | Naz. | Nome della corsa                         | Tipo gara          | Risultato di classe                  | Posiz. assoluta | Pilota od equipaggio            | Percorso (Km) | Tempo ottenuto  | Media (Kmh) | Note |
| ------ | ---- | ---------------------------------------- | ------------------ | ------------------------------------ | --------------- | ------------------------------- | ------------- | --------------- | ----------- | --- |
| 2-mar  | I    | Colle di Nava                            | salita             | 1ª Classe 751-1500 Turismo           | N.D.            | Mazzonis Vittorio               | N.D.          | 27'26”3/5       | N.D.        | Prova inserita nel IV Rallye del Sestrière; la vettura potrebbe essere stata guidata da Roberto Scala, coequiper di Vittorio Mazzonis nel rallye; l'Aprilia di Mazzonis/Scala batte una Simca Aronde e tutte le Fiat 1400. |
| 29-mar | I    | Rallye delle Palme                       | rallye             | 1ª Classe 1101-1500 Turismo          | 7° ass.         | Beretta Emilio                  | ---           | ---             | ---         | |
| 19-apr | I    | Marina Piccola-Anacapri                  | salita             | 1ª Classe 1101-2000 Gran Turismo     | 4° ass.         | Calvi di Bergolo Pier Francesco | 3,800         | 4'45”1/10       | 47,983      | L'Aprilia di Calvi di Bergolo è della prima serie con motore di 1,350 litri. |
| 9-mag  | I    | Circuito di Posillipo                    | circuito stradale  | ---                                  | 1° ass.         | Bellucci Luigi                  | 102,500       | 1ora 05'21”8/10 | 94,089      | su Paganelli; Bellucci dispone di una Paganelli berlinetta munita di motore Lancia da 2 litri (molto probabilmente di derivazione Aprilia); al secondo posto, un'altra Paganelli-Lancia 2 litri, condotta da Raffaele Argenziano. |
| 10-mag | I    | Mosson-Tresché-Conco                     | salita             | 2ª Classe 1101-2000 Sport            | N.D.            | Finozzi                         | 15,300        | 12'28”6/10      | 73,577      | Rimarchevole il tempo ottenuto da Finozzi - che quasi certamente disponeva di una normale berlina Aprilia - migliore di quello delle Fiat 1400 più veloci e vicino a quello delle nuovissime Fiat 1100/103. |
| 17-mag | I    | Scala Giocca-Osilo                       | salita             | 4ª Classe 1101-2000 Sport            | 14° ass.        | Usai Carlo                      | 14,700        | 10'45”          | 82,046      | Rimane ignoto l'esatto modello di Aprilia portato in gara da Carlo Usai. |
| 24-mag | I    | Lerici-La Serra                          | salita             | 3ª Classe 1101-2000 Gran Turismo     | 11° ass.        | Melley Giulio                   | 4,720         | 4'29”1/10       | 63,143      | Ancora una buona prestazione dell'Aprilia, il cui tempo è in linea con i migliori “millecentisti”. |
| 24-mag | I    | Aosta-Etroubles                          | salita             | 1ª Classe 1101-1500 Turismo Speciale | 2° ass.         | Ramella Sergio                  | 16,020        | 12'40”2/10      | 75,864      | Corsa valida per il Campionato Regionale Valdostano. |
| 28-giu | I    | Lessolo-Alice superiore                  | salita             | 1ª Classe 1101-1600 Turismo Speciale | N.D.            | Caffaro                         | 6,600         | 6'13”3/10       | 63.648      | Corsa valida per il Campionato sociale AC di Ivrea, riservata alle vetture Turismo Speciale. |
| 5-lug  | I    | Bolzano-Passo della Mendola              | salita             | 2ª Classe 751-1500 Sport             | 17° ass.        | Fishaber Antonio                | 25,000        | 18'09”7/10      | 82,591      | Secondo alcune fonti, il cognome sarebbe Fischnaller; non è possibile accertare l'esatto modello di Aprilia utilizzato dal pilota, che peraltro corre nel gruppo Sport e segna un tempo interessante. |
| 23-ago | I    | Savona-Cadibona                          | salita             | 5ª Classe 1101-2000 Gran Turismo     | N.D.            | Galliano Giovanni               | 7,880         | 6'19”2/10       | 74,820      | La vettura utilizzata è probabilmente una normale Aprilia; ancora interessante la prestazione, che è in linea con quella delle migliori 1100/103 e delle Renault 4 cavalli (e migliore di quella della prima delle Fiat 1400). |
| 9-ago  | I    | Abbadia S.Salvatore-Monte Amiata         | salita             | 3ª Classe oltre 1100 Gran Turismo    | N.D.            | Bassi                           | 13,000        | N.D.            | N.D.        | La vettura utilizzata è probabilmente una normale Aprilia. |
| 6-set  | I    | Gran Premio Supercortemaggiore           | circuito stradale  | ---                                  | 11° ass.        | Argenziano Raffaele             | 216,000       | 2h25'23”1/5     | 89,141      | su Paganelli; Argenziano, che si classifica a 3 giri dal vincitore (Fangio), dispone di una Paganelli munita di motore Lancia da 2 litri (molto probabilmente di derivazione Aprilia). |
| 6-set  | I    | Recco-Uscio                              | salita             | 1ª Classe 1101-1500 Gran Turismo     | 24° ass.        | Panina Mario                    | 12,400        | 12'56”1/5       | 57,511      | Panina - che dispone di una Aprilia 1350 – pur non spiccando un tempo eccezionale, batte la SIMCA 8/S di Walter Fellini. |
| 6-set  | I    | Viterbo-Passo Montagna Cimina            | salita             | 3ª Classe fino a 2000 Gran Turismo   | N.D.            | Cucchiarelli                    | 10,300        | 6'50”4/5        | 90,262      | Buona prestazione di Cucchiarelli, che realizza una media oraria in linea con quelle ottenute dalle migliori Fiat 1100-103. |
| 13-set | I    | Spoleto-Monteluco                        | salita             | 2ª Classe oltre 1100 Sport           | 21° ass.        | Mancini Carlo                   | 7,000         | 7'15”3/5        | 57,851      | Non è stato possibile accertare l'esatto modello di Aprilia utilizzato dal pilota, che corre nel gruppo Sport. |
| 20-set | I    | Catania-Etna                             | salita             | 7ª Classe oltre 1100 Sport           | F.T.M.          | Rocco Giovanni                  | 32,000        | 23'10”          | 82,877      | su Paganelli; Rocco dispone di una Paganelli munita di motore Lancia da 2 litri (molto probabilmente di derivazione Aprilia). |
| 20-set | I    | Salita del Castellaccio                  | salita             | 6ª Classe 1101-2000 Sport            | 10° ass.        | Marcotulli M.                   | 5,500         | 4'54”1/10       | 67,324      | Non è stato possibile accertare l'esatto modello di Aprilia utilizzato dal pilota, che corre nel gruppo Sport. |
| 20-set | I    | Mulino del Rocco-Cocconato d'Asti        | salita             | 1ª Classe 1101-1600 Turismo Speciale | N.D.            | Guani Augusto                   | 3,000         | 3'15”4/5        | 55,158      | Corsa per il Campionato dell'AC di Asti. |
| 26-set | I    | Monza-500 metri lanciati                 | 500 metri lanciati | 19ª Classe 1101-2000 Gran Turismo    | 36° ass.        | Ramella Sergio                  | 0,500         | 14”1/10         | 127,659     | Prova su 500 metri lanciati, disputata a Monza ed inserita quale prima prova di velocità nella gara nazionale denominata “Volante d'Argento”. |
| 27-set | I    | Monza-4 giri di pista                    | su pista (Monza)   | 19ª Classe 1101-2000 Gran Turismo    | 43° ass.        | Ramella Sergio                  | 25,200        | 13'32”          | 111,724     | Prova su 4 giri del circuito stradale di Monza inserita quale seconda prova di velocità nella gara nazionale denominata “Volante d'Argento”. |
| 27-set | I    | Biella-Oropa                             | salita             | 14ª Classe 1101-2000 Gran Turismo    | 26° ass.        | Ramella Sergio                  | 10,600        | 9'54”3/5        | 64,177      | Prova in salita inserita quale terza prova di velocità nella gara nazionale denominata “Volante d'Argento”. |
| 11-ott | I    | Vermicino-Rocca di Papa-Madonna del Tufo | salita             | 6ª Classe oltre 1100 Sport           | 60° ass.        | Morettini                       | 14,400        | 10'02”          | 86,112      | Non è stato possibile accertare l'esatto modello di Aprilia utilizzato dal pilota, che corre nel gruppo Sport. |
| 25-ott | I    | Sassi-Superga                            | salita             | 3ª Classe 751-1500 Gran Turismo      | 30° ass.        | Ferrando Gianluigi              | 4,600         | 4'23”2/5        | 62,870      | Bella prova delle ancora numerose Aprilia in lizza: dietro a quella di Ferrando, troviamo infatti Sergio Ramella (4°), Nicola Scarampi (5°) e Dario Fosseret (6°), tutti con tempi interessanti (Ferrando segna un tempo migliore rispetto alla prima tra le numerose Fiat 1100-103, alla Peugeot 203 di Gino Munaron, alla Fiat 1900 di Gianni Balzarini ed alle cinque Fiat 1400). |

### 1954
| Data   | Naz. | Nome della corsa                  | Tipo gara | Risultato di classe         | Posiz. assoluta | Pilota od equipaggio | Percorso (Km) | Tempo ottenuto | Media (Kmh) | Note |
| ------ | ---- | --------------------------------- | --------- | --------------------------- | --------------- | -------------------- | ------------- | -------------- | ----------- | --- |
| 27-giu | I    | Vezzano-Casina                    | salita    | 1ª classe 1101-1500 Turismo | N.D.            | Faccenda             | 12,500        | 10'49”         | 69,337      | Gara per il campionato sociale AC Reggio Emilia; l'Aprilia di Faccenda, che pare fosse alimentata a metano, realizza un tempo superiore di appena 1 minuto rispetto alla migliore delle Fiat 1100-103 TV |
| 4-lug  | I    | Bolzano-Passo della Mendola       | salita    | 4ª classe fino a 1500 Sport | 28° ass.        | Fischaber Hans       | 25,000        | 18'26”1/10     | 81,366      | Stupefacente prestazione di questa non meglio identificata “Aprilia 1500” (pare modificata dallo stesso pilota) che realizza un tempo di tutto rispetto, migliore – ad esempio – di quello spiccato dalla più veloce tra le moderne Fiat 1100-103 |
| 25-lug | I    | Aosta-Gran San Bernardo           | salita    | 14ª classe oltre 1100 Sport | 31° ass.        | Fischaber Hans       | 33,900        | 28'29”         | 71,410      | Altra ottima prova di questa vetusta “Aprilia 1500 speciale”, che segna un tempo vicino a quello ottenuto da una Aurelia B20 a due litri. |
| 19-set | I    | Mulino del Rocco-Cocconato d'Asti | salita    | 1ª classe 1101-1500 Turismo | 14° ass.        | Cantone Giacomo      | 3,000         | 3'20”3/5       | 53,838      | Vittoria di classe delle vetuste Aprilia che non faticano troppo a tenere a distanza la sola Fiat 1400 in lizza, relegata al 4° (ed ultimo) posto; la media oraria ottenuta da Cantone è comunque apprezzabile, migliore ad esempio di quella realizzata dalla moderna ed agile Panhard Dyna 750 di Giuseppe Maranzana, vittoriosa nella sua classe. |

### 1955
Nel 1955 le cronache riportano la partecipazione ad alcune corse di una vettura "sport" di circa 2 litri di cilindrata, condotta da Antonio Salerno; la definizione della vettura è "Lancia Paganelli 2000 sport". Non è quindi dato sapere se l'origine del motore e degli organi meccanici sia da attribuire al modello Aprilia oppure a quello Aurelia.
Dal momento che i risultati ottenuti sono sicuramente molto modesti, è probabile (anche se non assolutamente certo) che la vettura in questione sia una "derivata Aprilia"
| Data      | Naz. | Nome della corsa           | Tipo gara         | Risultato di classe        | Posiz. assoluta | Pilota od equipaggio   | Percorso (Km) | Tempo ottenuto | Media (Kmh) | Note |
| --------- | ---- | -------------------------- | ----------------- | -------------------------- | --------------- | ---------------------- | ------------- | -------------- | ----------- | --- |
| 7-mag     | I    | Circuito di Posillipo      | circuito stradale | ----                       | 4° ass.         | Salerno Antonio        | 102,500       | 1h13'34”5/10   | 83,588      | su Paganelli; Salerno, con la Paganelli 2000 è 4° (a 5 giri dal vincitore) nella corsa riservata alle vetture sport da 1101 a 2000 cm³.                                           |
| 21/22-mag | E    | Vuelta de Cataluna         | rallye            | ----                       | 2° ass.         | Amirall Manuel/Sagalés | 699           | ---            | ---         | Magnifico secondo posto di questa ormai vecchia Aprilia (quasi certamente una berlina), che si piazza immediatamente alle spalle della Aurelia 2500 vittoriosa di Roqué/Balcells. |
| giugno    | I    | Pugliano-Eremo del Vesuvio | salita            | 2ª Classe oltre 1100 Sport | 8° ass.         | Salerno Antonio        | 7,500         | 7'57”3/5       | 56,532      | su Paganelli |
| 18-set    | I    | Catania-Etna               | salita            | 8ª Classe 1101-2000 Sport  | N.D.            | Salerno Antonio        | N.D.          | 38,000         | N.D.        | su Paganelli; Salerno segna un tempo altissimo, che lo colloca nella lista dei concorrenti ufficialmente considerati come “Giunti Fuori Tempo Massimo”                            |
| 25-set    | I    | Sorrento-Sant'Agata        | salita            | 6ª Classe 1501-2000 Sport  | N.D.            | Salerno Antonio        | 12,000        | 10'09”3/10     | 70,901      | su Paganelli |

### 1956
Nel 1956 le cronache riportano la partecipazione a due gare (disputatesi nei dintorni di Roma) di una "barchetta" carrozzata da Motto e realizzata da Giovanni Basso (un torinese ora trasferitosi a Roma) munita di un motore che pare derivare da una "base" Aprilia.
| Data   | Naz. | Nome della corsa        | Tipo gara | Risultato di classe        | Posiz. assoluta | Pilota od equipaggio | Percorso (Km) | Tempo ottenuto | Media (Kmh) | Note |
| ------ | ---- | ----------------------- | --------- | -------------------------- | --------------- | -------------------- | ------------- | -------------- | ----------- | --- |
| 24-giu | I    | Vermicino-Rocca di Papa | salita    | 3ª Classe oltre 1100 Sport | N.D.            | Basso Giovanni       | 12,950        | 8'58"          | 86,654      | Basso dispone di una barchetta (carrozzata da Motto) da lui stesso realizzata, munita di un motore che pare derivare addirittura da una "base" Aprilia. |
| 15-lug | I    | Frascati-Tuscolo        | salita    | 2ª Classe 751-2000 Sport   | 10° ass.        | Basso Giovanni       | 4,500         | 4'05"6/10      | 65,960      | In relazione al mezzo meccanico utilizzato, la prestazione di Basso è rilevante: il pilota era infatti al volante di una barchetta (carrozzata da Motto) da lui stesso realizzata, munita di un motore che pare derivare addirittura da una "base" Aprilia. |

### 1957
| Data  | Naz. | Nome della corsa           | Tipo gara         | Risultato di classe        | Posiz. assoluta | Pilota od equipaggio | Percorso (Km) | Tempo ottenuto | Media (Kmh) | Note |
| ----- | ---- | -------------------------- | ----------------- | -------------------------- | --------------- | -------------------- | ------------- | -------------- | ----------- | --- |
| 6-apr | E    | Copa Montjuich-prima corsa | circuito stradale | 1ª Classe 751-1600 Turismo | 1° ass.         | Almirall Manuel      | 37,907        | 27'33"59/100   | 82,525      | In questa "I corsa" partecipavano le vetture da Turismo delle classi fino a 750 e da 751 a 1600; la Aprilia di Almirall (quasi certamente una vecchia berlina) si prende il lusso di prevalere su Fiat 1100-103 TV, MG, Volkswagen e Renault 4 cavalli e di realizzare altresì il "giro più veloce" |

### 1958
Una Paganelli 1500 finisce nelle mani di Agostino Accadia, che la modifica nella carrozzeria e, ribattezzatala OSA (Officina Specializzata Auto) corre nel 1958-59-60
| Data  | Naz. | Nome della corsa | Tipo gara | Risultato di classe       | Posiz. assoluta | Pilota od equipaggio | Percorso (Km) | Tempo ottenuto | Media (Kmh) | Note |
| ----- | ---- | ---------------- | --------- | ------------------------- | --------------- | -------------------- | ------------- | -------------- | ----------- | --- |
| 8-giu | I    | Pugliano-Vesuvio | salita    | 1ª Classe 1101-1500 Sport | 3° ass.         | Accadia Agostino     | 10,000        | 8'54"8/10      | 67,314      | su OSA; Ottima prova di questa "datata" (anche se aggiornata) Paganelli con motore da 1,5 litri : soltanto due potenti Maserati 2 litri sport riescono a precederla, mentre Alfa Romeo Giulietta SV, Osca 1100, Stanguellini 1100 ed altre vetture assai più moderne accusano ritardi anche consistenti. |

### 1959
| Data   | Naz. | Nome della corsa             | Tipo gara         | Risultato di classe       | Posiz. assoluta | Pilota od equipaggio | Percorso (Km) | Tempo ottenuto | Media (Kmh) | Note |
| ------ | ---- | ---------------------------- | ----------------- | ------------------------- | --------------- | -------------------- | ------------- | -------------- | ----------- | --- |
| 8-mar  | I    | Agnano-Cappella dei Cangiani | salita            | 5ª Classe 1501-2000 Sport | 6° ass.         | Accadia Agostino     | 6,300         | 4'40"1/10      | 80,971      | su OSA; bella prova di Accadia, che viene superato soltanto dalle quattro più moderne Maserati Sport da 2 litri e dalla migliore tra le Formula Junior                      |
| 10-mag | I    | G.P. di Posillipo            | circuito stradale | 7ª Classe 1501-2000 Sport | 13° ass.        | Accadia Agostino     | 72,500        | 1h01'00"9/10   | 71,293      | su OSA; Accadia - evidentemente vittima di qualche problema tecnico - si classifica a 11 giri dal vincitore (percorre 29 giri su 40) ed è l'ultimo concorrente classificato |

### 1960
| Data  | Naz. | Nome della corsa | Tipo gara | Risultato di classe      | Posiz. assoluta | Pilota od equipaggio | Percorso (Km) | Tempo ottenuto | Media (Kmh) | Note |
| ----- | ---- | ---------------- | --------- | ------------------------ | --------------- | -------------------- | ------------- | -------------- | ----------- | --- |
| 3-lug | I    | Pugliano-Vesuvio | salita    | 2ª Classe 851-1600 Sport | N.D.            | Accadia Agostino     | 9,200         | 8'12"9/10      | 67,194      | su OSA; non male la prestazione di Agostino Accadia con questa sua ormai più che datata vettura: il tempo segnato - per fare un esempio - è migliore rispetto a quello segnato dall'Aurelia B20-2500 e da molte Alfa Romeo Giulietta. |